# ヘーレム
ヘーレム（ヘブライ語：חֵרֶם）とは、ח-ר-ם （IPA : χ–ʁ-m）という語根から派生した名詞である。現代ヘブライ語では「破門；追放；没収；禁制」などを意味している。ヘーレムを用いた熟語には「ヘーレム・カルカリー」（経済制裁）、「ヘーレム・ツァルハニーム」（ボイコット）、「ヘーレム・メディニー」（国交断絶）などがある。しかし、聖書ヘブライ語（古代ヘブライ語）の時代においてはその語義に変遷があったとされており、現在ではおおむね下記のごとく3種類に分類されている。
1. 神や祭司のために人や家畜や財産を聖別すること。（奉納物）
2. 戦争時における異民族の虐殺、および破壊行為。（宗教的迫害）
3. ある人物を共同体から排斥し、公共社会と接触しないよう遠ざけること。（懲罰）

以上は歴史に準じた序列である。本項ではミシュナーやタルムードの記述に基づいたユダヤ教における懲罰（3）である「破門」を中心に解説し、奉納物（1）についても「祭司のヘーレム（ハラミーム）」にて触れておく。宗教的迫害（2）についての詳細は「聖絶」を参照のこと。また、ヘーレムのギリシア語訳であるアナテマについても当該記事を参照のこと。

## 語義

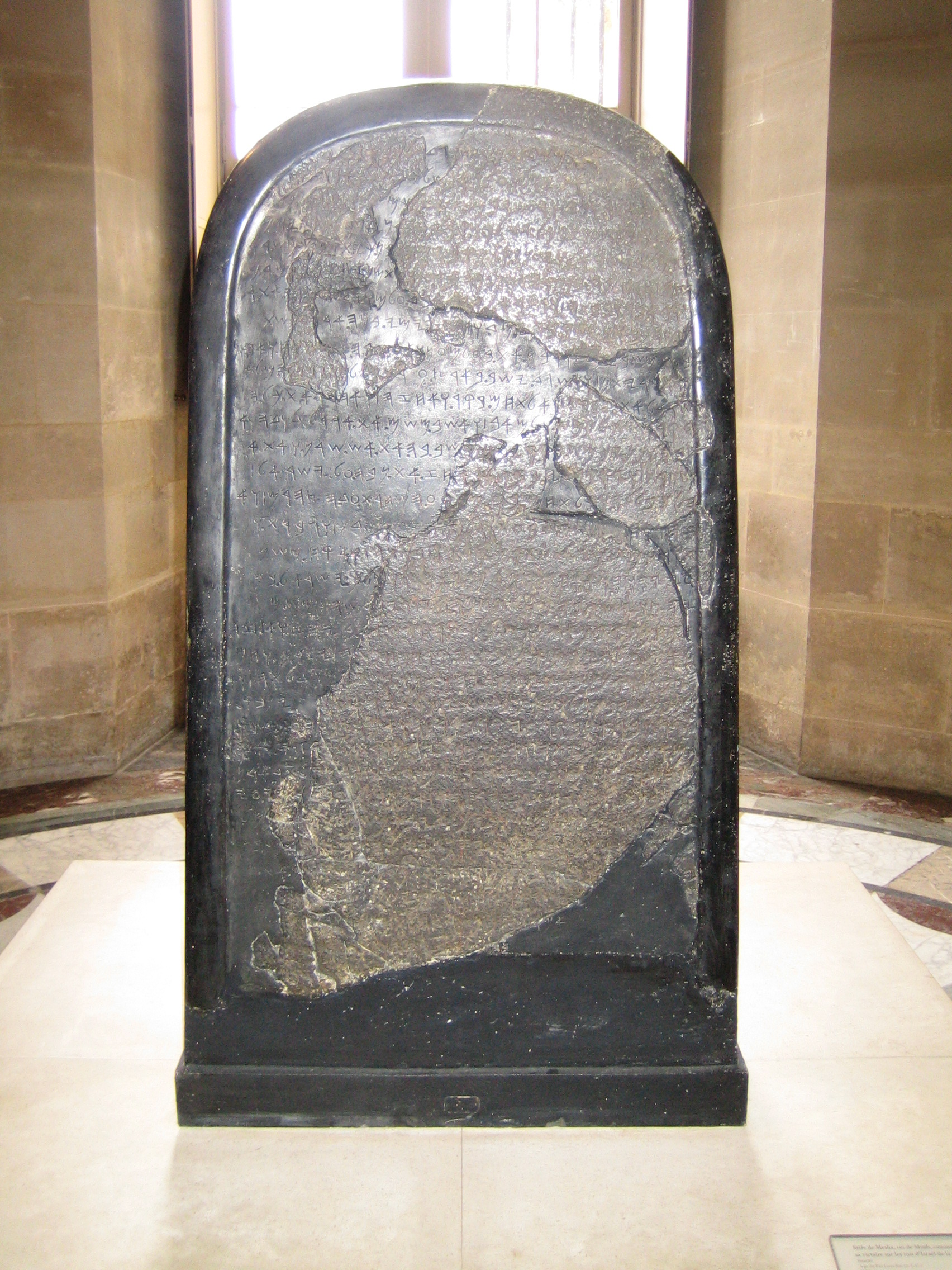
碑石に掘られたメシャ碑文。17行目に古ヘブライ文字で𐤄𐤇𐤓𐤌𐤕𐤄 を確認できる（要フォント）。ヘブライ文字に転写すると החרמתה となる。

ヘーレムの語根である ח-ר-ם （ヘット・レーシュ・メム）の意味は「引き離す；隔離する」「接触を禁じる；聖別される」「別にしておく；俗用に供することを禁じる」とされている。ラムバム（モーシェ・ベン・マイモーン）はその根本的な意味を「あるものをある状態から別の状態に移すこと」と解説している。タナハ（ヘブライ語聖書）には同語根から派生したと見られる動詞が52箇所、名詞が74箇所で確認でき、うち חֵרֶם （ヘーレム）が39箇所、חָרִם （ハリム）という人名が11箇所、חֳרֵם （ホレム）という地名が1箇所、חָרְמָה （ホルマー）という地名が9箇所、ヘルモン山で知られる חֶרְמוֹן （ヘルモン）が13箇所、חֶרְמוֹנִים （ヘルモン人）が1箇所となっている。なお本項では便宜上、語根 ח-ר-ם から派生した動詞もヘーレムとする。
モアブの王メシャによって紀元前850年頃に作成されたメシャ碑文においても、モアブ語による動詞のヘーレム（古ヘブライ文字）を確認することができる（以下はヘブライ語訳からの重訳）。

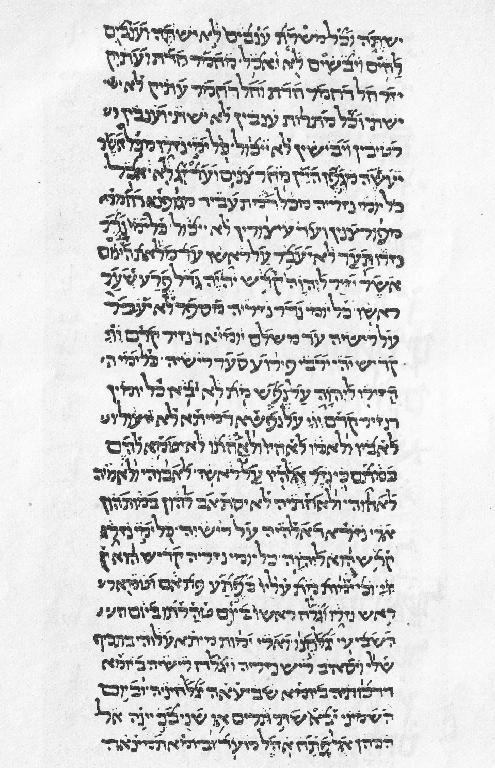
『タルグム・オンケロス』の民数記 6:3-11（オックスフォード大学出版局 1896年）

最初期のタルグムのひとつで1世紀から2世紀の翻訳とされるアラム語訳聖書『タルグム・オンケロス』（モーセ五書）では、名詞のヘーレムにはヘブライ語と同じ חרם （ヘーレム）があてられ、動詞のヘーレムにはおおむね גמר （滅ぼす；破壊する；終了する；完遂する）があてられている。その他には『出エジプト記』22:19の קטל （殺す）がある。より後代の翻訳とされる同じくアラム語訳の『タルグム・エルサレム（偽ヨナタン）』では、『タルグム・オンケロス』とは違い名詞には חרם （ヘーレム）ではなく אפרשה （割り当てられたもの）があてられている箇所が多く、他には『民数記』18:14の מגמר （完成したもの；完全なもの）や『申命記』13:18の שמת （禁止されたもの；破門されたもの）がある。動詞でも פרש （割り当てる；分離する）と訳出されている箇所がある。モーセ五書以外では、ヘーレムの代わりに『ヨシュア記』11:11の גמירה （破壊）、『列王記上』20:42の קטל （殺害）、『イザヤ書』11:15の יבש （枯渇させる；消滅させる）、『イザヤ書』34:2の חוב （罰する；制圧する）といった比較的意味の明瞭な単語に置き換えられているケースが多い。
こういった訳出や使用例があることからタナハにおけるヘーレムは、おそらく「完全な破壊」という意味で用いられていたと考えられており、一方では「世俗的なものを隔絶して聖なるものに上げる」を意味していたとされる。ラシュバム（シュムエル・ベン・メイール）は自身によるミドラシュ（タナハ注釈）の「セフェル・シェモット」（出エジプト記）22:19にて「יחרם （ヘーレムされる）とは、殺されることである。」と述べる一方、「セフェル・バミドバル」（民数記）21:2では「החרמתי （ヘーレムする）とは、動産や家財を神のために聖別することである」と解説している。

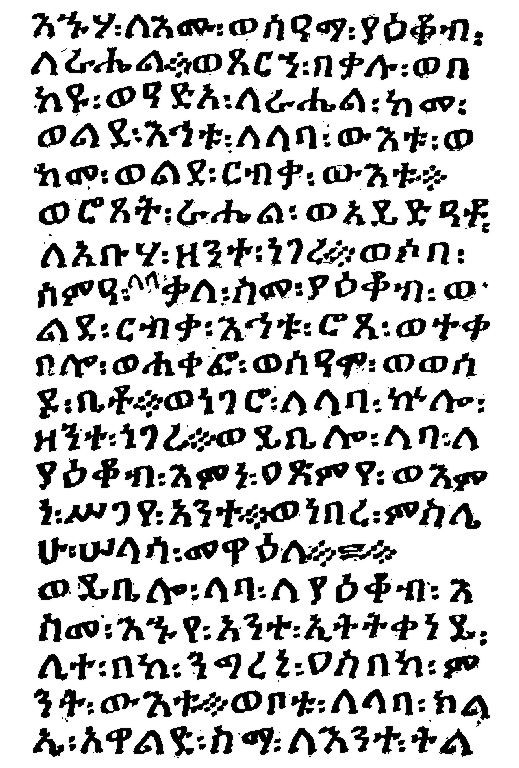
『オリット』の創世記29:10-16（オックスフォード大学出版局 1896年）

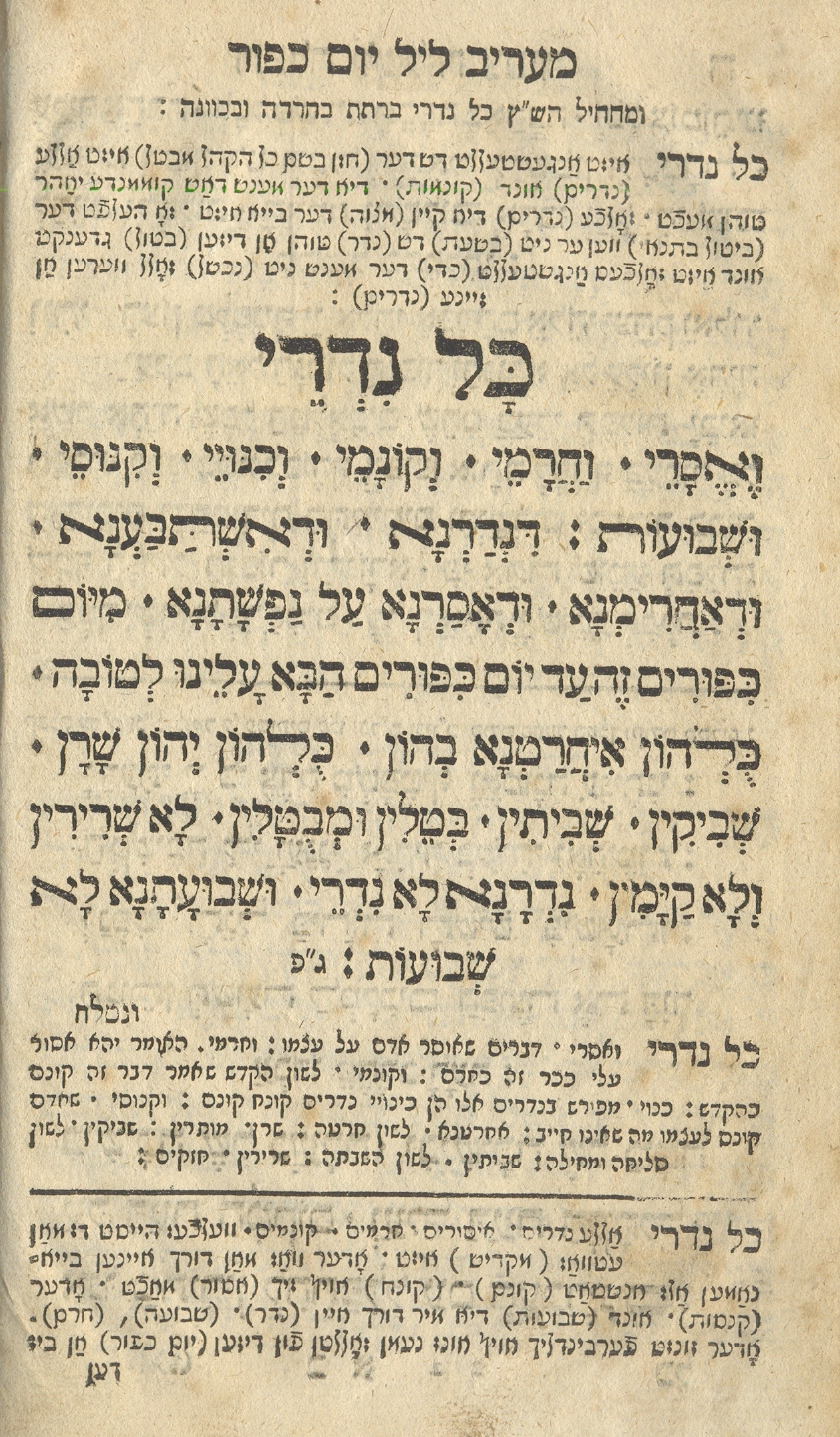
オッフェンバッハで1825年に印刷されたコル・ニドゥレー。

同じセム語派言語のアムハラ語には ח-ר-ם と同義とされる語根 እ-ር-ም （IPA : ʔ-ʁ-m）があり、アムハラ語訳のオクタテュークである『オリット』においても名詞の חרם の箇所に እርም があてられているのを多数確認できる。また、紀元前3世紀代にヘブライ語かアラム語の底本から翻訳されたと推定され、現在でもエチオピア正教において聖典とされている『エノク書』には、ヘルモン山の命名にまつわる下記のような記述が残されている（以下はヘブライ語訳からの重訳）。
タンフマ・バル・アバはそのミドラシュにおいて、アキバ・ベン・ヨセフ（ラビ・アキバ）による「ヘーレムとは誓いのことであり、誓いとはヘーレムのことである」という言葉を紹介している。これはヘルモン山の命名にまつわる『エノク書』におけるヘーレムと意味の上で一致することになる。また、7世紀から8世紀の間に成立したと見られるアラム語による祈祷書『コル・ニドゥレー』（すべての祈願）でも、「誓い」を意味するヘーレムが用いられている（以下はアシュケナジム版のヘブライ語訳からの重訳）。
『ヤルクート・シムオニー』では、『ヨシュア記』6:17の「וְהָיְתָה הָעִיר חֵרֶם」（この町はヘーレムになる）という記述に関するシムオン・ベン・ラキシュによる以下のような解説が紹介されている。
ユダヤ教では伝統的に人体は248の器官で構成されていると考えられており、この248という数はハラハーで定められた613の戒律のうちのミツヴォット・アサー（なすべき戒律）の数と一致する。また、「憐れみ」を意味する רחם （レヘム）は人体を宿す「子宮」をも意味している。

## タナハの時代におけるヘーレム

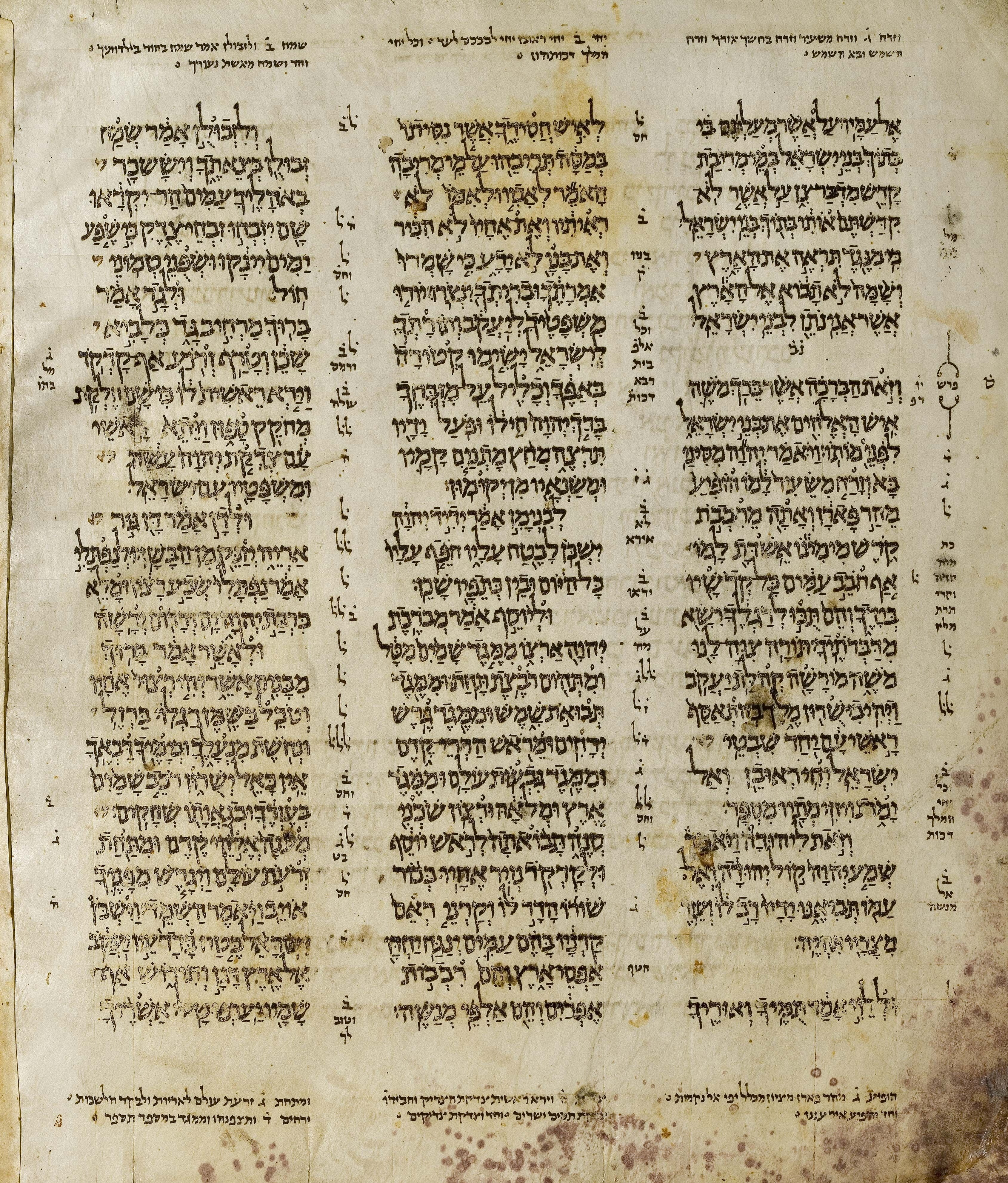
ティベリアのマソラ学者アロン・ベン・モシェー・ベン・アシェルによって920年頃に書き写されたと見られる最古のマソラ本文のひとつ『ケテル・アラム・ツォバー』（アレッポ写本）の申命記 32:50-33:29

### 奉納物を意味するヘーレム
ヘーレムという概念は聖書史の中期において現れ、当初は神や祭司に対して奉納される「聖別されたもの」という意味で用いられていた。
- 神に対するヘーレムの記述

- 祭司に対するヘーレムの記述

### 宗教的迫害を意味するヘーレム
「奉納物」の意味で使用されていたヘーレムに「絶滅」を前提とした宗教的迫害という意味が付与するようになったのは、それからすぐ後の時代であったと見られている。

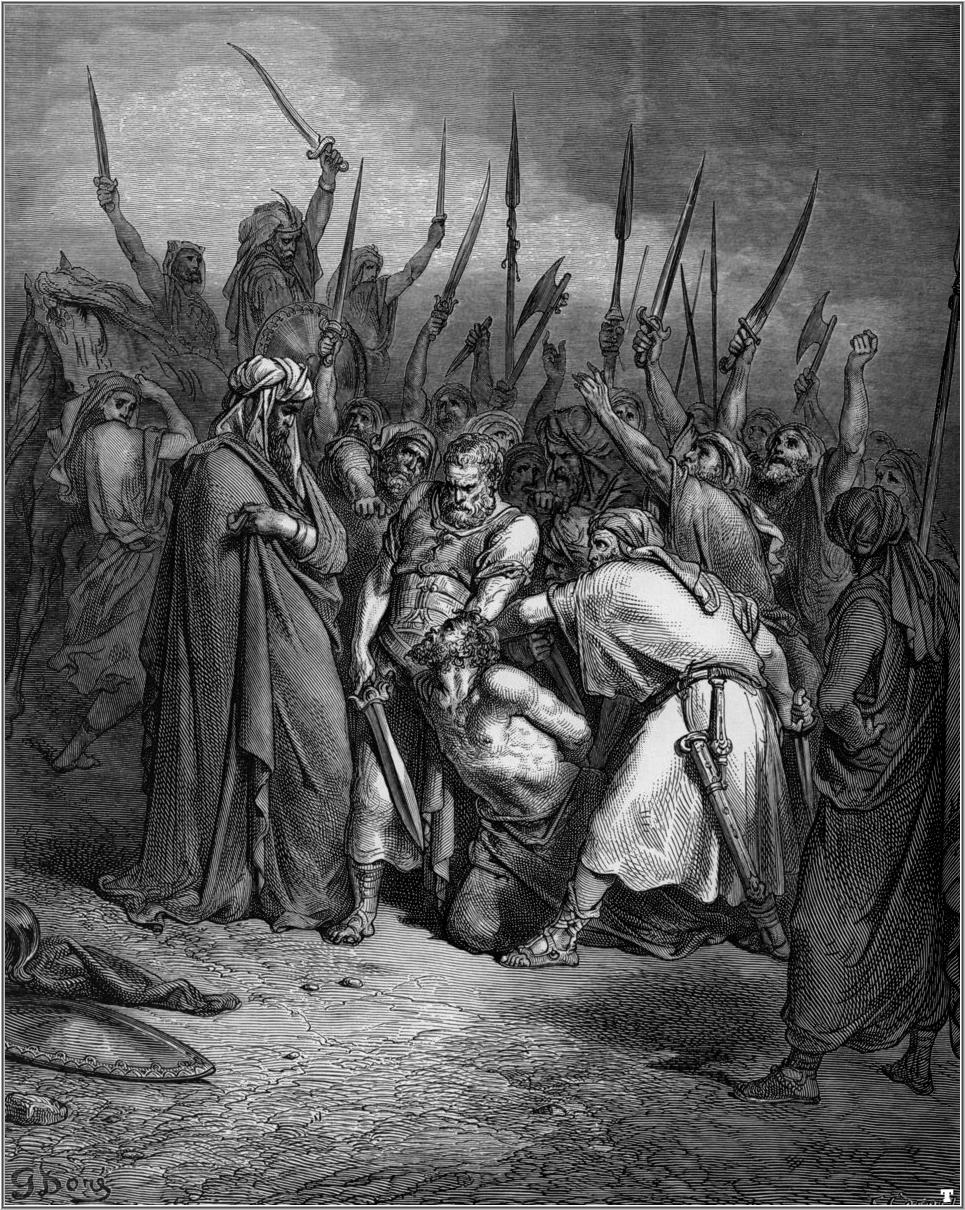
預言者サムエルによって殺されるアマレクの王アガグを描いたギュスターヴ・ドレの版画。

『サムエル記上』の15章には、イスラエル（統一王国）の初代王サウルがアマレク人との戦いにおいて、預言者サムエルを通じてイスラエルの神から命ぜられたヘーレムを完遂しなかったことで罰せられたとする記述がある。
ここでアマレク人に対して行われたヘーレムに「剣にかけて」という記述があることから、その命令は住民をも含めた町の殲滅となる。しかしイスラエルの兵は、アマレクの王アガグと最上品の家畜を惜しんで殺さなかった。この行為について神に供えるためと弁明するサウルに対して預言者のサムエルは神託を告げる。
サウルはおのれの非を認め、王国から追われて故郷へ帰った。その後、彼の4男であるイシュ・ボシェトが将軍アブネルに擁立されて王位に就くが、実権を握っていたアブネルの寝返りと共に王権は瓦解する。こうして2代で終わったサウル王朝に次いでダビデ王朝が興ったとされている。

### 懲罰を意味するヘーレム

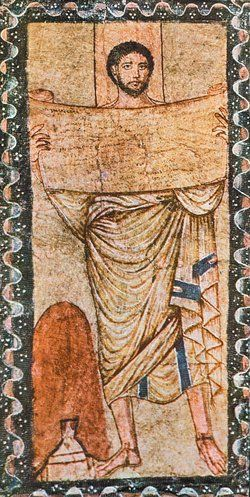
シリアのドゥラ・エウロポスのシナゴーグ跡から発見された律法を読むエズラを描いた彩色画。

「破門」に類する懲罰を意味するヘーレムが最初に見られるのは、バビロン捕囚後の第2神殿時代（紀元前538年 – 70年）早期に書かれた『エズラ記』においてである。
ヘーレムは当初、追放という懲罰に加えて全財産の放棄が科されていたのだが、第2神殿時代を通じてやがては公共社会からの隔離という制裁に特化して運用されるようになったという。

### その他のヘーレム
「漁網」を意味するヘーレムが『エゼキエル書』に4箇所、『ハバクク書』に3箇所、『コヘレトの言葉』と『ミカ書』の各1箇所といった具合に聖書史の比較的後期を描いた文献にて確認できる。アラム語への翻訳にさいしてこれらのヘーレムは『エゼキエル書』26:5をはじめ、おおむね צייד （網）があてられているが、『ハバクク書』1:16の זין （武器）という例もある。また、『レビ記』21:18には「鼻に欠陥のある者」という記述があるが、これもヘーレムと同じ語根からの派生語 חָרֻם （ハルーム）から訳出されたものである。

## ハザルの時代におけるヘーレムの序列

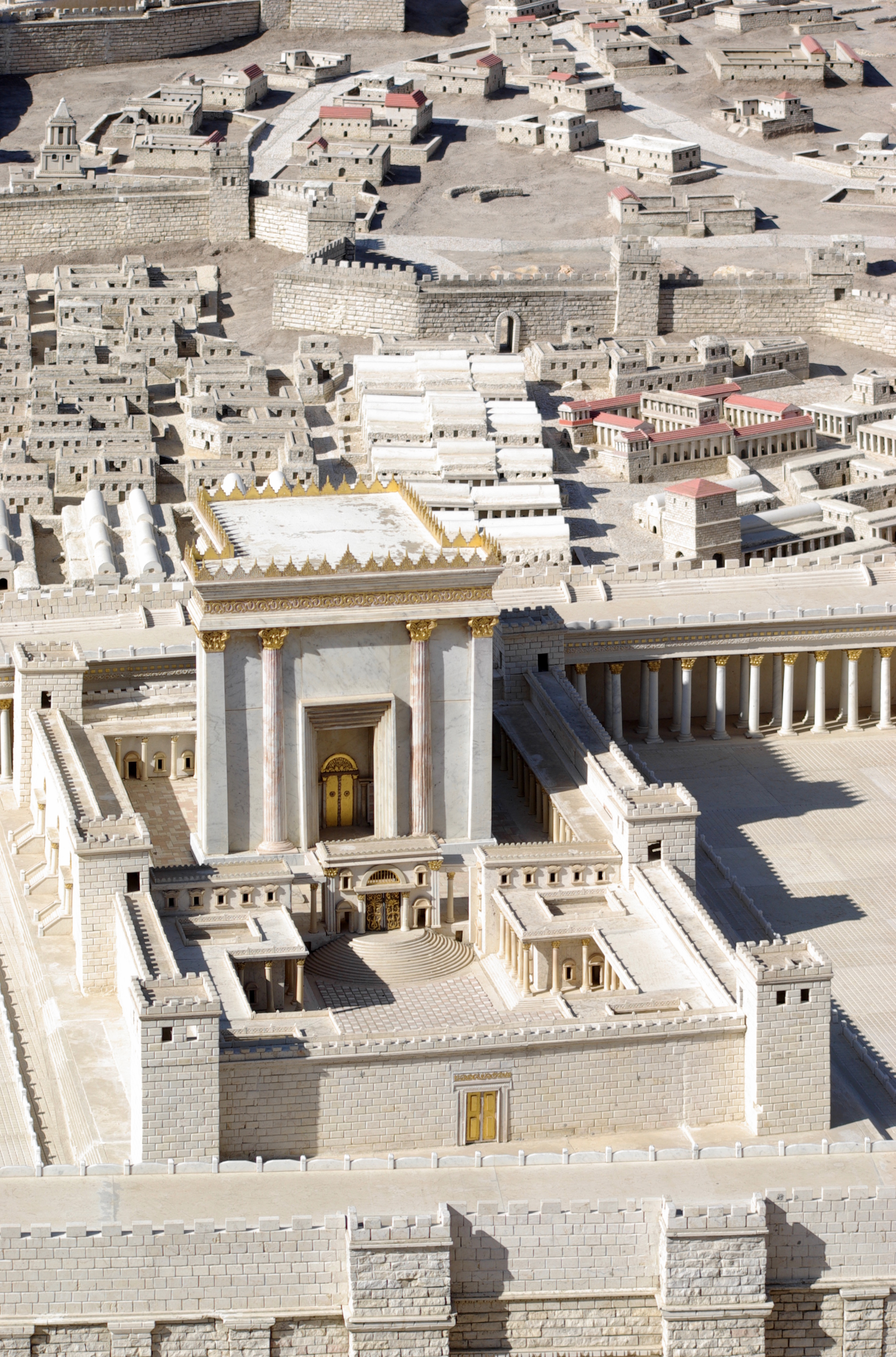
エルサレム・ミュージアム内に設置されたエルサレム第2神殿と城壁内市街の模型（2008年撮影）。

聖地帰還後の第2神殿時代からはじまるハザルの時代（紀元前4世紀 – 7世紀末）よりヘーレムは現代ヘブライ語の意味に近い「破門；追放；謹慎；没収」として用いられるようになった。さらには社会からの隔離の度合いに応じて「ネジファー」（נזיפה）、「シャムター」（שמתא）、「ニドゥィ」（נידוי）、「ヘーレム」（חרם）という4段階の懲罰に分類されていたことがハザルらの文献において確認できる（以下、個別に語る場合以外は4種類をまとめてヘーレムとする）。

### ネジファー
ネジファーとは、サンヘドリンの議長など貴人に対して礼を逸した言動を行った者に下される謹慎処分で、会衆から隔離される期間はエルサレムでは7日間、バビロニアでは1日であったとされている。

### シャムター
シャムターについては現在では不明な点が多く、それを定義するタルムードの記述も以下のとおりである。
ラシ（シュロモー・ベン・イツハク）によれば、シャムターはニドゥィよりも軽微な懲罰であったという。一方、ラムバムによればシャムターはニドゥィと同等の懲罰で、謹慎期間もニドゥィと同じ30日間だったとしている。

### ニドゥィ

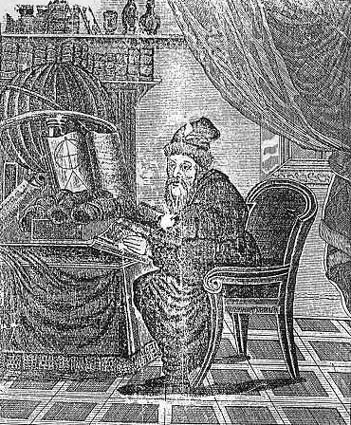
ラムバムの肖像（イスラエル国立図書館所蔵）。

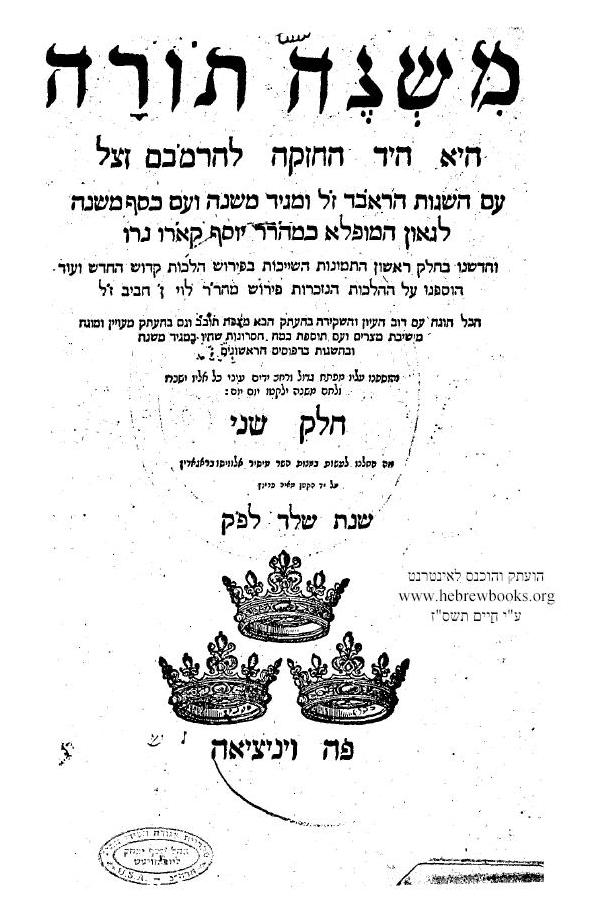
1575年にヴェネツィアで出版された『ミシュネー・トーラー』。

ニドゥィという懲罰は、ハラハーから逸脱したり怠惰であったりした者を公共社会から隔絶することである。その期間は30日間であったとされている。これは社会的な制裁であるため、その影響はニドゥィを科された個人だけに及ぶものではない。
ただし、4アンマ以内に座すことについては、ニドゥィを科された者の妻や親しい友人だけは免除されていた。また、教育を施すことも許されており、共に仕事をすることも禁じられてはいない。さらには、ニドゥィを科された者でも10人の賢者（ラビ）の許可があればニドゥィを解かれることもある（後述のヘーレムも同様）。
ニドゥィの適用には2種類があったとされている。ひとつは賢者の威厳を侮る者（自分よりも身分の低い者）に対してその賢者自身によってニドゥィを科す場合である。
もうひとつは裁判所においてハラハーの違反者に対して科される社会的な制裁で、以下に上げる24項目のうちのひとつでも犯せば男性であれ女性であれニドゥィの対象となる（『ミシュネー・トーラー』 ヒルホット・タルムード・トーラー 6:18におけるラムバムによる分類）。

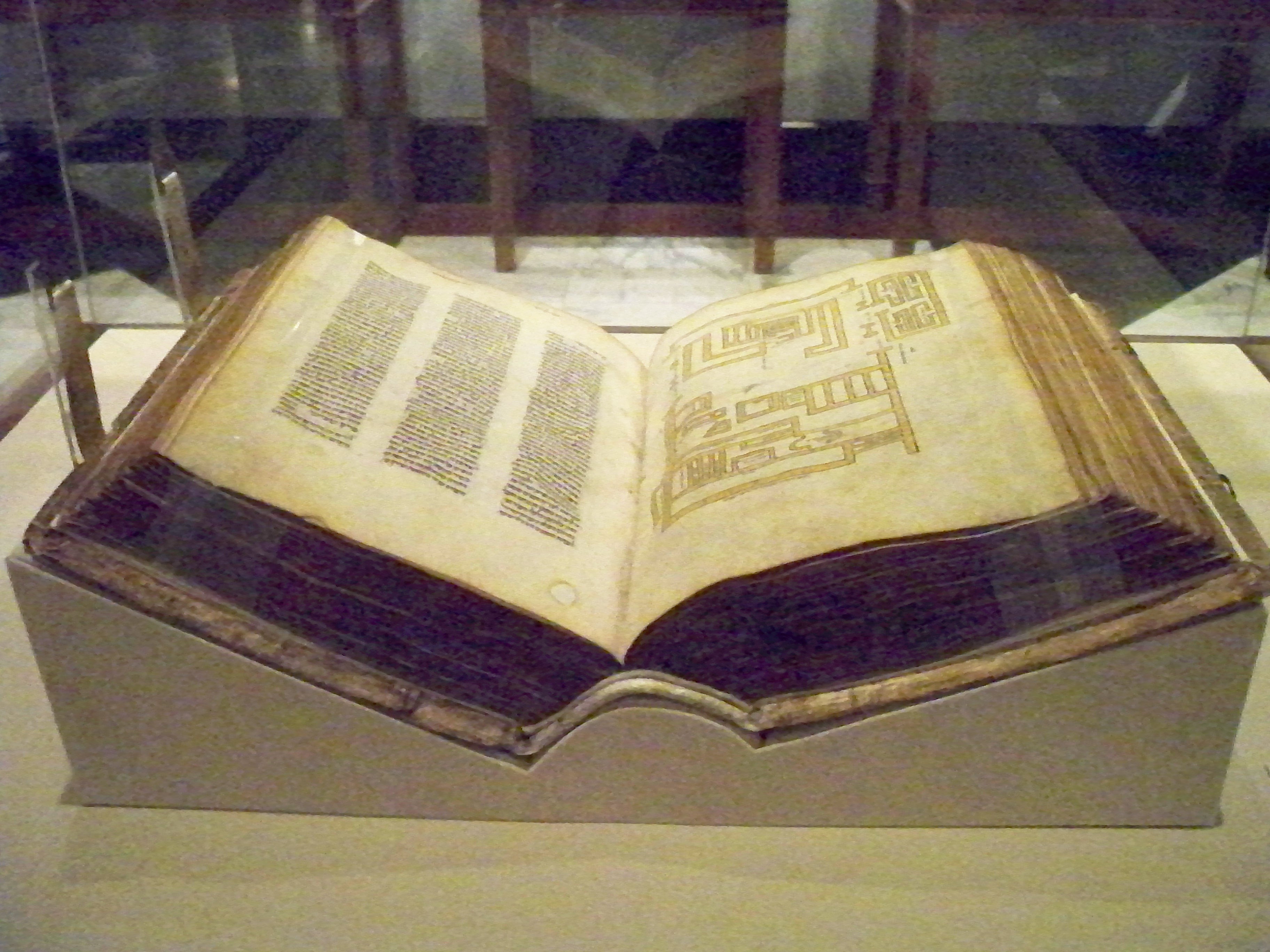
13世紀から15世紀の間に書き写された『ミシュネー・トーラー』の写本（メトロポリタン美術館所蔵）。

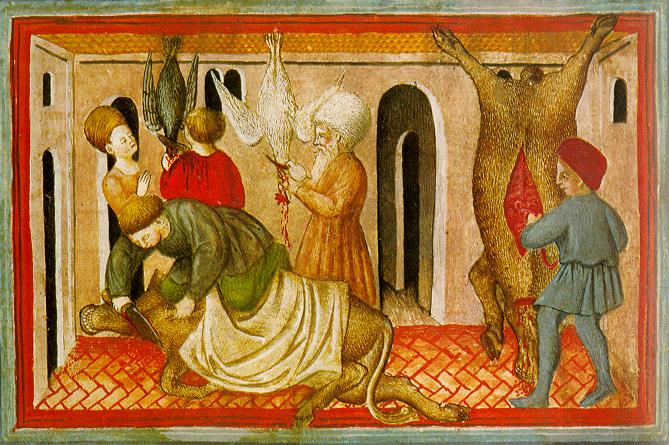
シェヒターを描いた15世紀の絵画。

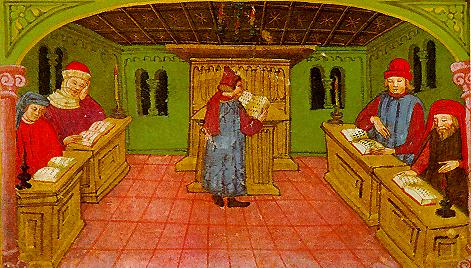
15世紀のシナゴーグの堂内を描いたイタリアの絵画。

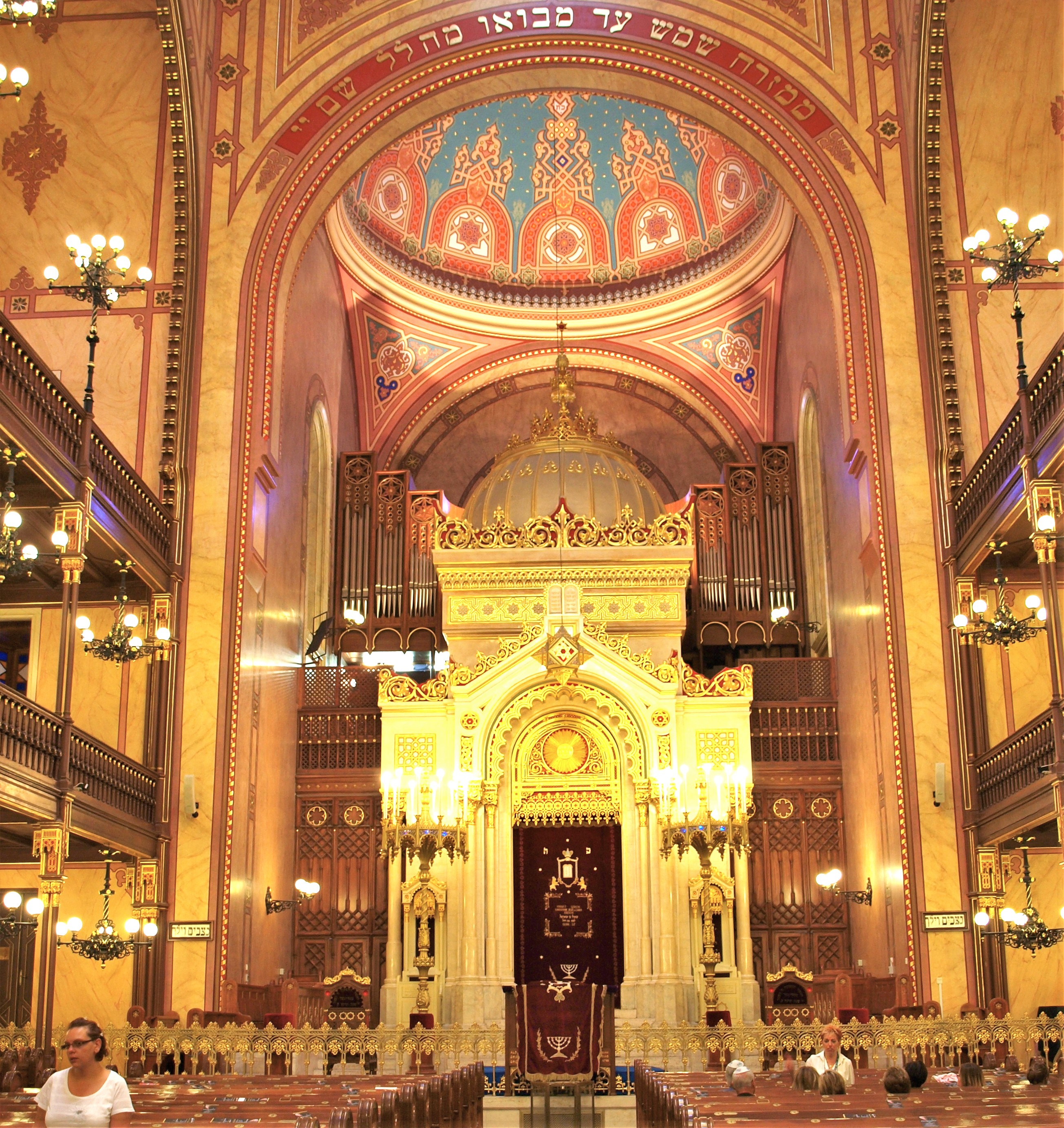
ブダペストのドハーニ街シナゴーグの堂内（2009年撮影）。アーチには ממזרח שמש עד מבואו מהלל שם יי （日が出てから日が沈むまで主の御名を讃える）と書かれている。

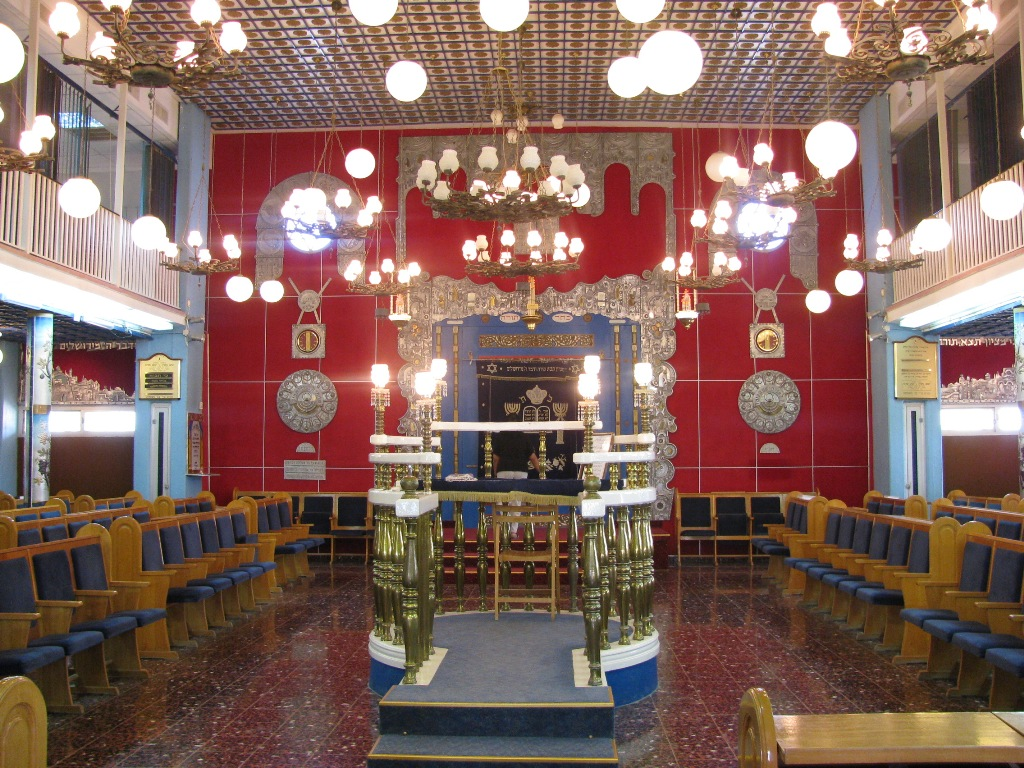
ネゲブ地方の居住地ネバティームにあるコーチン・ユダヤ人の帰還者らが建設したシナゴーグの堂内（2009年撮影）

1. 賢者（ラビ）を愚弄し、あまつさえその賢者の死後においても愚弄する者。（バブリー・マセヘット・ベラホット 19a）
2. 裁判所（ベート・ディン）からの使者を侮辱する者。（バブリー・マセヘット・キドゥシーン 70b）
3. 自分の友人を奴隷呼ばわりする者。（バブリー・マセヘット・キドゥシーン 28a）
4. タナハはもちろん、タナハにまつわる賢者の言葉およびその内容を軽んじる者。（バブリー・マセヘット・ババー・カマー112bなど）
5. 裁判所からの召喚を拒否し、決められた時間に出廷しない者。（バブリー・マセヘット・エドゥヨット 5:6）
6. 裁判の結果を受け入れない者。このような者には受け入れるまでニドゥィを科す。（バブリー・マセヘット・ババー・カマー113a）
7. 狂犬や壊れかけの脚立など他人に危害を加えかねない物を所持している者。このような者には危険が去るまでニドゥィを科す。（バブリー・マセヘット・ババー・カマー15b）
8. 自分の土地を異教徒に売る者。このような者には境界を接するユダヤ教徒がこうむる損失のすべてを受け入れるまでニドゥィを科す。（バブリー・マセヘット・ババー・カマー112aなど）
9. 異国の法廷で、ユダヤ教徒の隣人に経済的な損失をもたらすべく彼に不利な証言する者。このような者には賠償が済むまでニドゥィを科す。（バブリー・マセヘット・ババー・カマー113bなど）
10. 屠られた動物の肉を独占して他の祭司（聖務者）に分配しない祭司。このような者には分配するまでニドゥィを科す。（ミシュナー・ヒルホット・ビクリーム 9:8など）
11. エルサレム外の慣例に従わず第2のヨム・トーブ（祭日）[注 13]を侮る者。（バブリー・マセヘット・ペサヒーム 52a）
12. 過越しの晩の夜中を過ぎても仕事をする者。（バブリー・マセヘット・ペサヒーム 50b）
13. みだりに神の御名を口にしたり、無意味な誓いを立てたりする者。（バブリー・マセヘット・ネダリーム 7bなど）
14. 神を冒涜する行為へ大勢を誘う者。（バブリー・マセヘット・モエッド・カタン 3:1）
15. アヒラット・コダシーム（聖なる食事）[42]をエルサレム外の場所で催し、それに大勢を誘う者。（バブリー・マセヘット・ベラホット 19a）
16. ユダヤ暦ではなく異国の暦に合わせて年数を数える者。（バブリー・マセヘット・ベラホット 63a）
17. 盲人の前に障害物を置く者。（『レビ記』 19:14など）
18. ミツヴァー（律法）の実践に怠惰な者。（バブリー・マセヘット・モエッド・カタン 3:1など）
19. カシュルートで禁じられた動物を屠る者。（バブリー・マセヘット・サンヘドリン 25a）
20. シェヒター（屠殺）のさいに賢者の前で屠殺用の刀を調べないショヘット（屠殺人）。（ミシュナー・ヒルホット・シェヒター 1:26）
21. 理解しようとせず頑なになる者。（バブリー・マセヘット・ニダー 13a）
22. 妻を離縁しながらその女性と関係を重ね、あまつさえ子供をもうける者。この場合は両者とも裁判所に出廷させてニドゥィを科す。（ミシュナー・ヒルホット・イスレー・ビアー 21:27）
23. 不祥事のある賢者。（バブリー・マセヘット・モエッド・カタン 17a）
24. ニドゥィに値しない者にニドゥィを科した者。（バブリー・マセヘット・モエッド・カタン 17a）

### ヘーレム
ハラハーにおけるヘーレムは懲罰であり、ニドゥィと同様公共社会からの隔絶を意味している。ゲマラ―においてはその運用においてニドゥィとの共通点があるものの、ヘーレムとニドゥィは区別されており、ヘーレムの宣告においては呪いの言葉が告げられることからニドゥィよりも厳罰であったことがうかがえる。
ヘーレムは2度のニドゥィによっても更生が認められない者に対して科される懲罰で、宣告までには下記のような経緯を経ることになる。
ヘーレムの判決は10人が同席する公の裁判において下される。ベート・クネセット（シナゴーグ）で執行される儀式では、室内にロウソクが灯され、ショファル（角笛）が吹かれる。つぎに呪いの言葉を含む宣告文が読み上げられ、読了と共に炎が消される。これは主の灯（神の灯）を消すことで、その者の歩む道に2度と光が当たらなくなることの象徴となる。儀式の仔細に関しては破門者の罪の度合いに応じて変化する。ヘーレムはあくまでも不適格者個人に対してなされる懲罰で、その家族にまで波及することはまれである。またニドゥィと同様、10人の許可が得られればヘーレムを解かれることもある。

## ズゴットの時代からゲオニームの時代におけるヘーレム

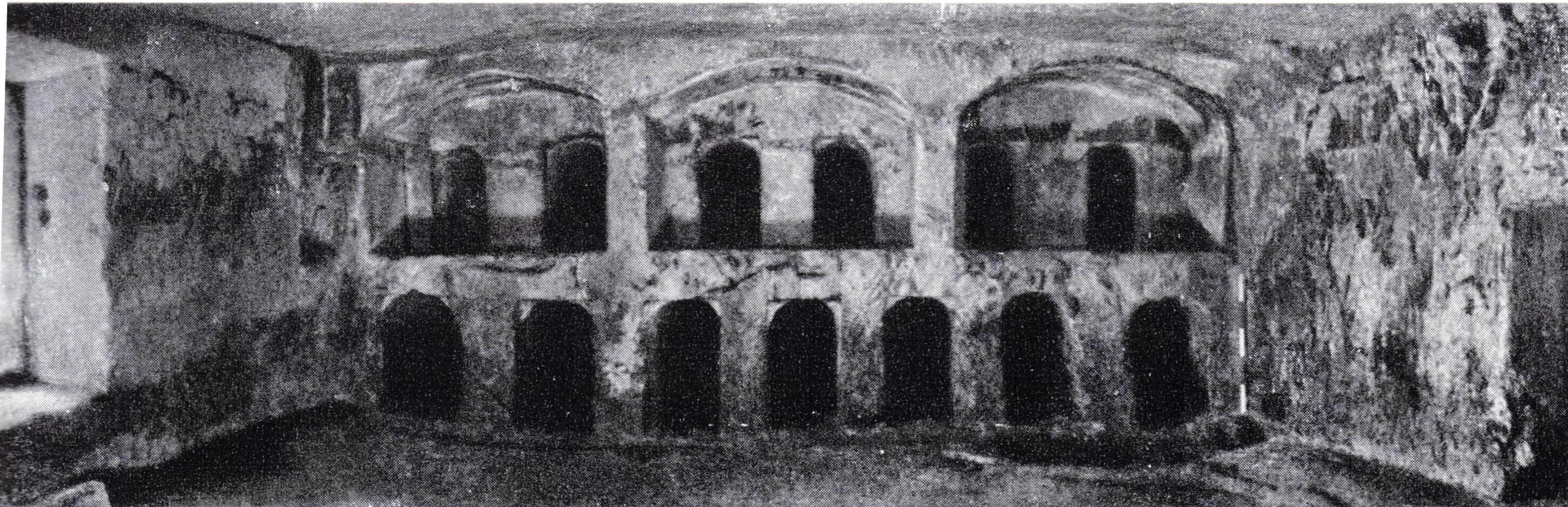
エルサレム市北部の超正統派の町サンヘドゥリヤにあるサンヘドリン議員らを埋葬したとされる「サンヘドリンの墓」の内部（1956年発行の『ספר ירושלים』（エルサレムの書）より）。

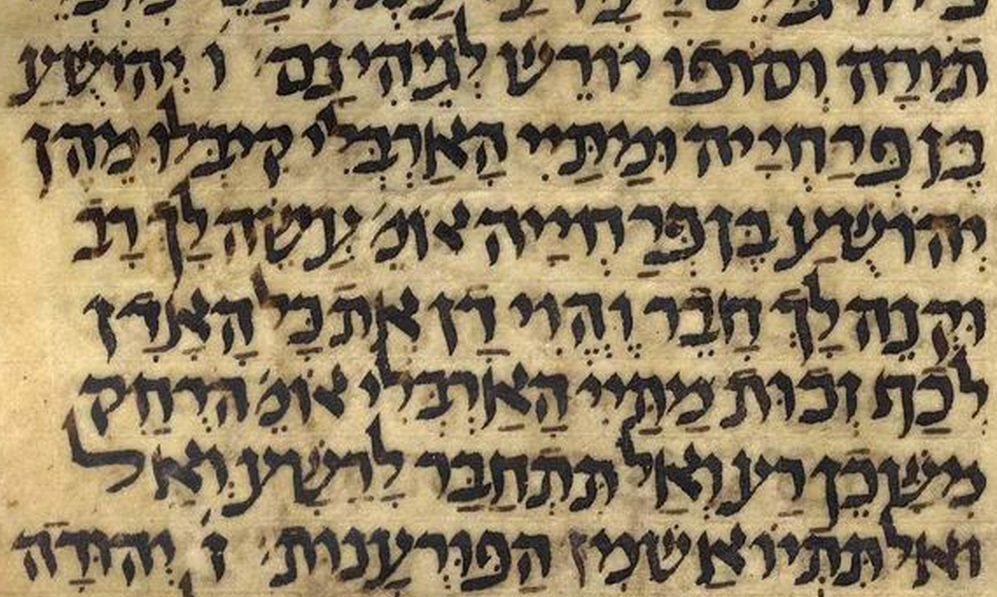
12世紀頃に書かれたと見られるミシュナー・マセヘット・アボット 1:5-7（カウフマン写本）

ズゴットの時代（紀元前150年 – 10年）の当初は サンヘドリンの議長や議員の権限でヘーレムを強制執行することはなかった。実際にヘーレム（主にニドゥィ）の運用が始まったのは、祭司階級によるトーラー（成文律法）に立脚した権威の衰退が著しい第2神殿時代の後期から末期、および第2神殿崩壊以降のことである（相対的に口伝律法の権威が増したことを意味している）。この頃になると、アクビア・ベン・マハラルエルやエリエゼル・ベン・フルカノスといった著名なラビがヘーレム（ニドゥィ）の処罰を受けている。その一方、2世紀後半のサンヘドリンの議長でミシュナーの編纂者でもあったイェフダー・ハ・ナシーは、賢者らの下したヘーレムの裁定を自らの権限でのみ覆すことができるなど強大な権力を誇っており、その影響はバビロニアにも及んでいた。
アモライームの時代（3世紀 – 5世紀末）になると、ヘーレムおよびニドゥィの運用はより単純化し、裁判所の決定に従わない者や口伝律法の権威に背く者に対しても懲罰として科された。サボライームの時代（5世紀末 – 6世紀中庸）からゲオニームの時代（6世紀末あるいは7世紀末 – 11世紀）になるとこの傾向はさらに著しくなり、ヘーレムは徴税のための法的手段となっていた。税金未納者の財産の没収を目的としたヘーレムはイスラエルの地でのみ行われていたのだが、ゲオニームのラビは運用を改訂し、負債を支払わない者に対しても懲罰としてヘーレムを科した。また、死刑囚や偽証罪に問われている者もその対象となり、ヘーレムやニドゥィを科された者が死んでもイスラエルの地での埋葬は禁じられ、その子弟も割礼や婚礼を禁じられるなどの制裁が加えられた。

### アクビア・ベン・マハラルエル

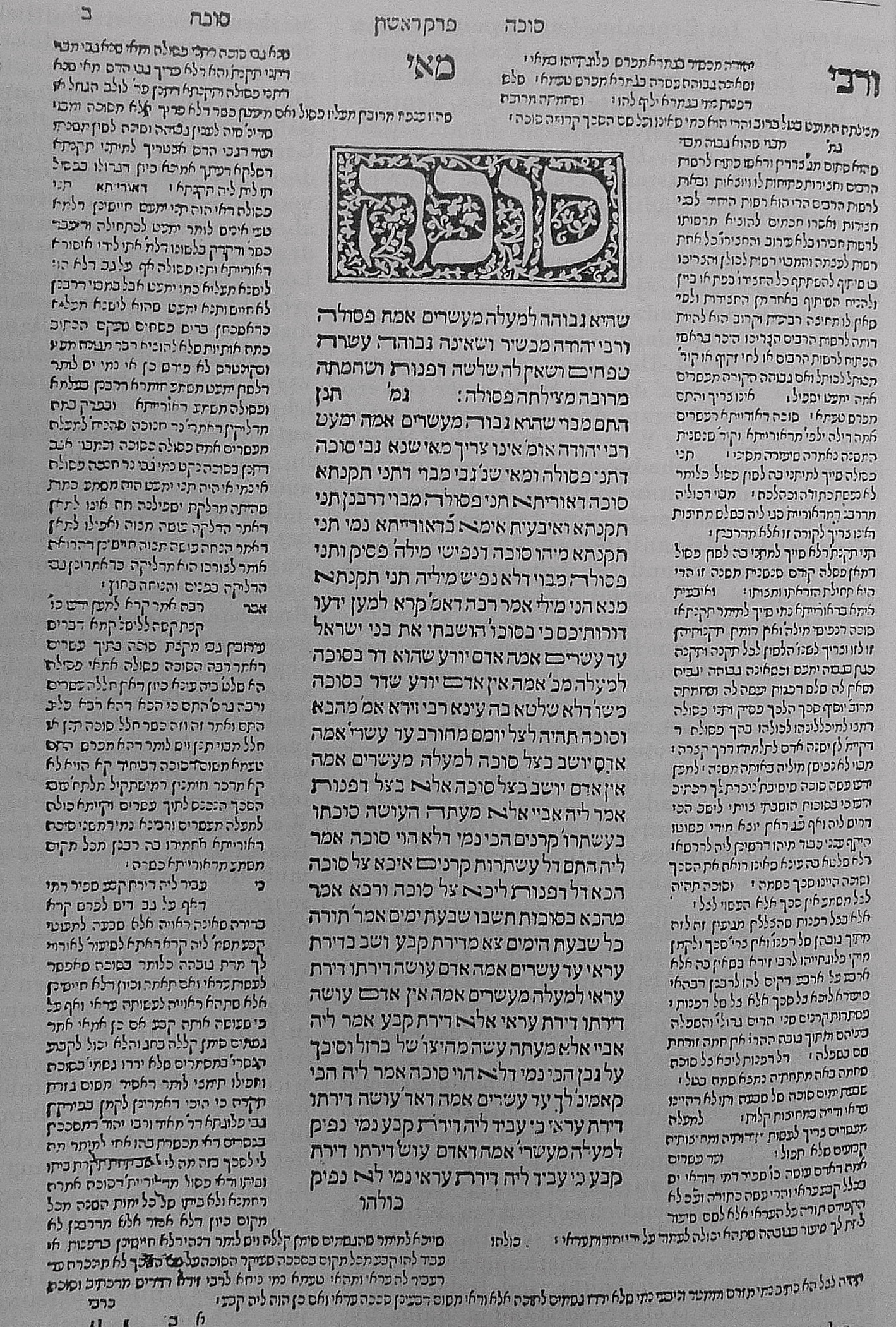
ヴェネツィアのダニエル・ボンベルグによって1525年から1539年の間に出版されたバビロニアン・タルムード（第2版）のマセヘット・スカー。中央上段にミシュナー、その下にゲマラー、周囲にラシらのトサフォット（注釈）が配されている。

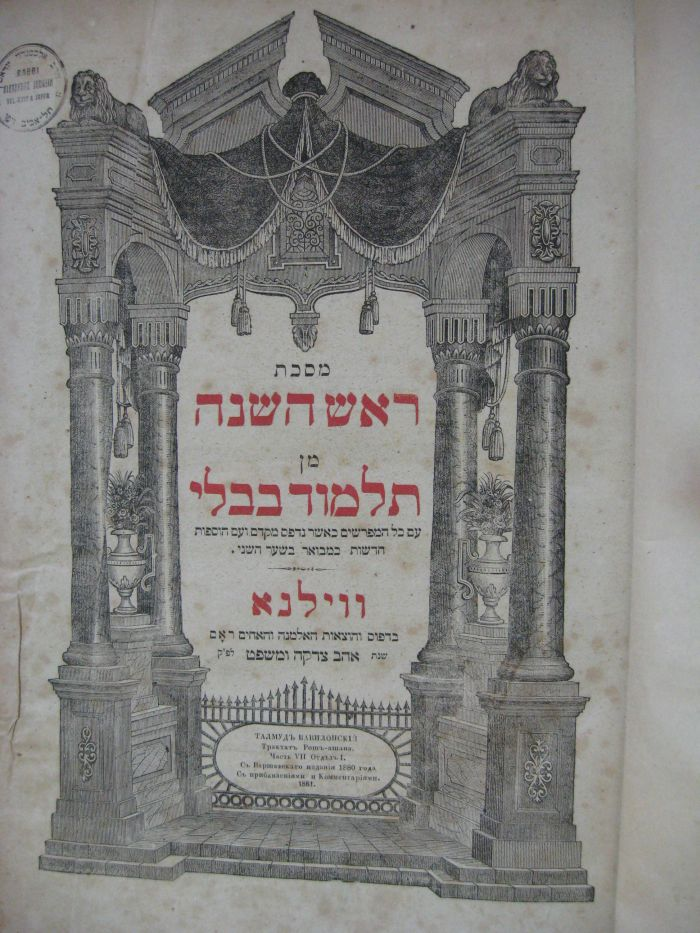
1880年から1886年にかけてヴィルナで出版されたバビロニア・タルムード（シャス・ヴィルナ・エディション）。現在でも広く普及している版である。

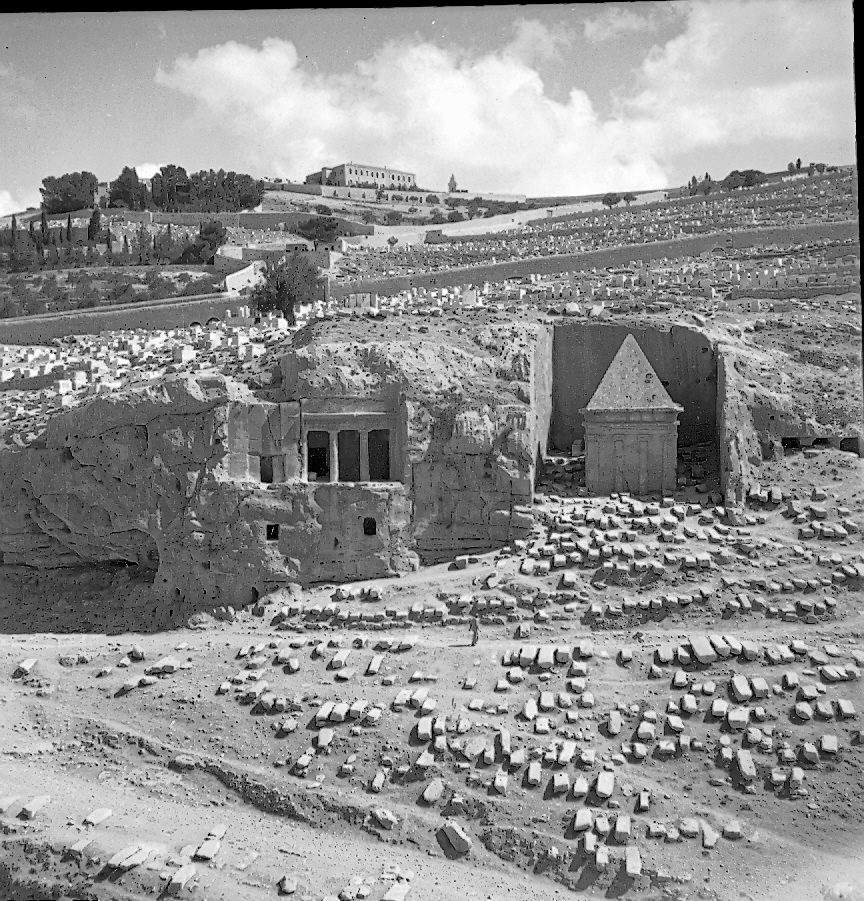
キドロンの谷から見上げるオリーブ山の西側斜面のユダヤ人墓地（1934年撮影）。中央右のモニュメントはヨアシュ王の時代の祭司ヨヤダの子ゼカルヤ（『歴代誌下』24:20参照）の墓、左は聖所の奉仕の要職にあったヘジル家（『歴代誌下』24:15参照）の墓とそれぞれ伝承されている。

アクビア・ベン・マハラルエルにまつわる4件の事案が、彼と時の賢者との間に論争をもたらした。
- 彼の頭髪は皮膚病（レプラ）の影響により不潔であった。それによって他の賢者らも汚された。
- 彼の血は月のもののように汚れ、本来赤いはずのものがボイルしたような緑色（黄色）に見えた。それによって他の賢者らも汚された。
- 不適格とされる障害のある初子の羊を屠り、その羊毛の使用も認めた。賢者らはそれを禁じた。
- 解放された女奴隷およびユダヤ教に改宗した女性に「苦い水」[注 15]を飲ませることを禁じた。しかし賢者らは許可した。

彼はサンヘドリンの議長（ズゴット）であったシャマアヤとアブタリオンの権威を踏みにじったとしてニドゥィが科された。そのニドゥィは死ぬまで解かれることはなく、死にさいしては裁判所によりその棺の上に石が置かれた。

### アフナイの焜炉
『バビロニアン・タルムード』のマセヘット・ババー・メツィアー 59bには、ヨハナン・ベン・ザカイの弟子で、アキバ・ベン・ヨセフの教師（ラビ）であったエリエゼル・ベン・フルカノスが、「アフナイの焜炉」についての議論において多数決の合意を受け入れなかった件で、仲間によってニドゥィを科された出来事が記録されている。この議論においてベン・フルカノスは焜炉の使用を認めたのだが、その他の論者は使用を禁じた。彼らはハラハーの伝統に基づいてベン・フルカノスの言葉を「それは天にあるものではないから」と主張し、証言者らも彼の言葉にバト・コル（聖霊の言葉）を認めず支持に回らなかった。ベン・フルカノスはなおも決定の受け入れを拒否したのでニドゥィを宣告された。彼に科されたニドゥィは死に至るまで解かれることがなかった。しかしその死後、ヨシュア・ベン・ハナニアによってニドゥィが解かれ、彼に相応しい栄誉を伴って埋葬されている。

### ホニー・ハ・マガルの雨乞い
ミシュナー・マセヘット・タアニート 3:8によれば、ホニー・ハ・マガルはとある干ばつの年に雨乞いの祈りが通じないので、自らの周囲に円を描き、雨が降るまでその円から出ないことを誓ったうえで祈り続けた。すると土砂降りの雨が降り出したので、今度は雨を止めるべく祈るよう求められた。シムオン・ベン・シャタハはこの行為について、甘やかされた王子があれこれと求めて王である父親を困らせているようなものと喩え、「父が楽しみを得/あなたを生んだ母が喜び躍るようにせよ。」という『箴言』23:25の言葉を引き合いに出している。
ホニー・ハ・マガルのこの逸話は義人の力に対する信仰の原点となっており、『バビロニアン・タルムード』においては「あなたが決意することは成就し/歩む道には光が輝くことだろう。」という『ヨブ記』22:28の言葉になぞらえて賞賛されている。にもかかわらずホニー・ハ・マガルの行為は非難の対象となり、人の子が神のごとくふるまうのは相応しくないとの理由からシムオン・ベン・シャタハによって使者が遣わされ、「決意するのであればニドゥィを科す」と宣告された。しかし最終的にはニドゥィを免れたようである。

### ゲディ・メクラス（子ヤギの丸焼き）
同じくシムオン・ベン・シャタハが関わった事例で、ヨセフ・トドスというローマのラビが、過ぎ越しの晩にローマ人を集めて子ヤギの丸焼きをもてなそうとしたため、ホニー・ハ・マガルのときと同じく使者が遣わされ、「決意するのであればニドゥィを科す」と宣告された。彼もまた最終的にはニドゥィを免れたようである。

### オリーブ山の儀式
イスラエルの地では7世紀から11世紀の70年代（セルジューク朝のアナトリア半島進出の頃と時期が重なる）までの間、仮庵祭のためにエルサレムに集まったユダヤ教徒の巡礼者は、祭りの7日目になると毎年オリーブ山に上って儀式を行っていた。この儀式にはエルサレムのラビらの権威を誇示する目的があり、同様の儀式は他のミズラヒムの共同体（バビロニア、ペルシア、イエメン）でも行われていたのだが、それぞれで様式が違い、とくにエルサレムの場合は全世界のユダヤ人社会の中心地という位置づけから荘厳なものであった。儀式では最初に、かつて存在したエルサレム神殿の再建とユダヤ人の聖地帰還を願い、それを象徴する7つの儀式が神殿の丘の入り口で執り行われ、続いてオリーブ山に移動すると、この日のために特別に編纂された讃美歌とピユートが読み上げられる。この間、敵対者である異教徒やカライ派のユダヤ教徒による投石などから儀式を守るため、随行者と雇われの傭兵には儀式の運営を護衛する役が担わされていた。こうして儀式が佳境に入ると、カライ派のユダヤ教徒、イスラム教への改宗者、その他ラビによる正統派ユダヤ教に反する者らに対して、ヘーレムの宣告が下さるのであった。ラバッド（アブラハム・イブン・ダウド）による1160年の著書『ספר הקבלה』（弁証の書）では、この状況が以下のように描写されている。

## リショニームの時代からアハロニームの時代におけるヘーレム
リショニームの時代（11世紀 – 15世紀）になると、ヘーレムやニドゥィは社会規範の厳格化を促す目的に用いられるようになった。この時代の有名なヘーレムに、ラベヌー・ゲルショムのヘーレムがある。また、第2次十字軍の時代には、ラシュバムやラベヌー・タムを含むおよそ150人のラビが、異教徒の法廷におけるユダヤ人がらみの裁判に加担したとして、複数のユダヤ人に対してヘーレムを宣告している。また、共同体におけるラビや屠殺人の任命、あるいは税に関する案件でもヘーレムが適用されることがあった。
こうして近代にいたるまでヘーレムは、異教徒の権力者に対してユダヤ人の中傷を吹き込むといった宗教的、あるいは道義的な違反者に対する懲罰の最終手段として機能した。一方では世俗的な学問に関与したとして『モレー・ハ・ネボヒーム』というラムバムの著書がヘーレムの対象になったこともある。ウリエル・ダ・コスタや若き日の バルーフ・スピノザも無神論的な言説を広めたとしてヘーレムを宣告された偉人のひとりである。それから数世代後に勃興したシャブタイ派の信奉者らにもヘーレムが下されており、その影響のもとに誕生したフランク主義やハシディズムの信奉者らも彼らの後に続いた。ハスカラーや進歩主義ユダヤ教の信奉者、さらにはシオニストらも例に漏れなかった。

### ラベヌー・ゲルショムのヘーレム
ラベヌー・ゲルショムのヘーレムとは、1000年頃のアシュケナジムの共同体において、ラベヌー・ゲルショム（ゲルショム・メオール・ハ・ゴラー）というロレーヌのラビがおこなった法改訂、およびそれによって引き起こされた一連の出来事を指している。彼は改定後の新たな規範に基づいて違反者に対してヘーレムを科した。4人いた彼の弟子、あるいは彼らの弟子はこの件についてほとんど言及しなかったものの、「ラベヌー・ゲルショムのヘーレム」という概念は、一個人による法改訂としては他に例がないほど周知されるようになった。ただし、いくつかの改訂に関してはその信憑性に疑問が呈されており、現在のところ間違いなくラベヌー・ゲルショムに帰される改訂は次の3つであるとされている。

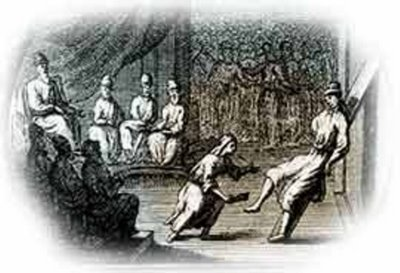
ハリツァーの儀式を描いた版画（18世紀以前）。

- 2人以上の妻をめとることの禁止（重婚の禁止）。
- 強制的に妻に離縁を言い渡すことの禁止。
- 手紙など他人の文書を無断で閲覧することの禁止。

最初と2番目の改訂は女性の地位を劇的に改善するもので、これによりアシュケナジムの家族の姿も一変することになった。これ以降、アシュケナジム文化の独自性の隠れたシンボルとなり、キリスト教社会における一夫一妻制確立にも影響を与えた。アシュケナジムのユダヤ人共同体はこの改訂を受け入れたのだが、ミズラヒムとテマニームの共同体からは拒絶された。それは彼らの周囲のイスラム教社会では一夫多妻制が敷かれており、離縁にさいしても妻の合意を必要としていなかったからである。
それ以外のラベヌー・ゲルショムによるものと推定される改訂には下記のようなものがある。

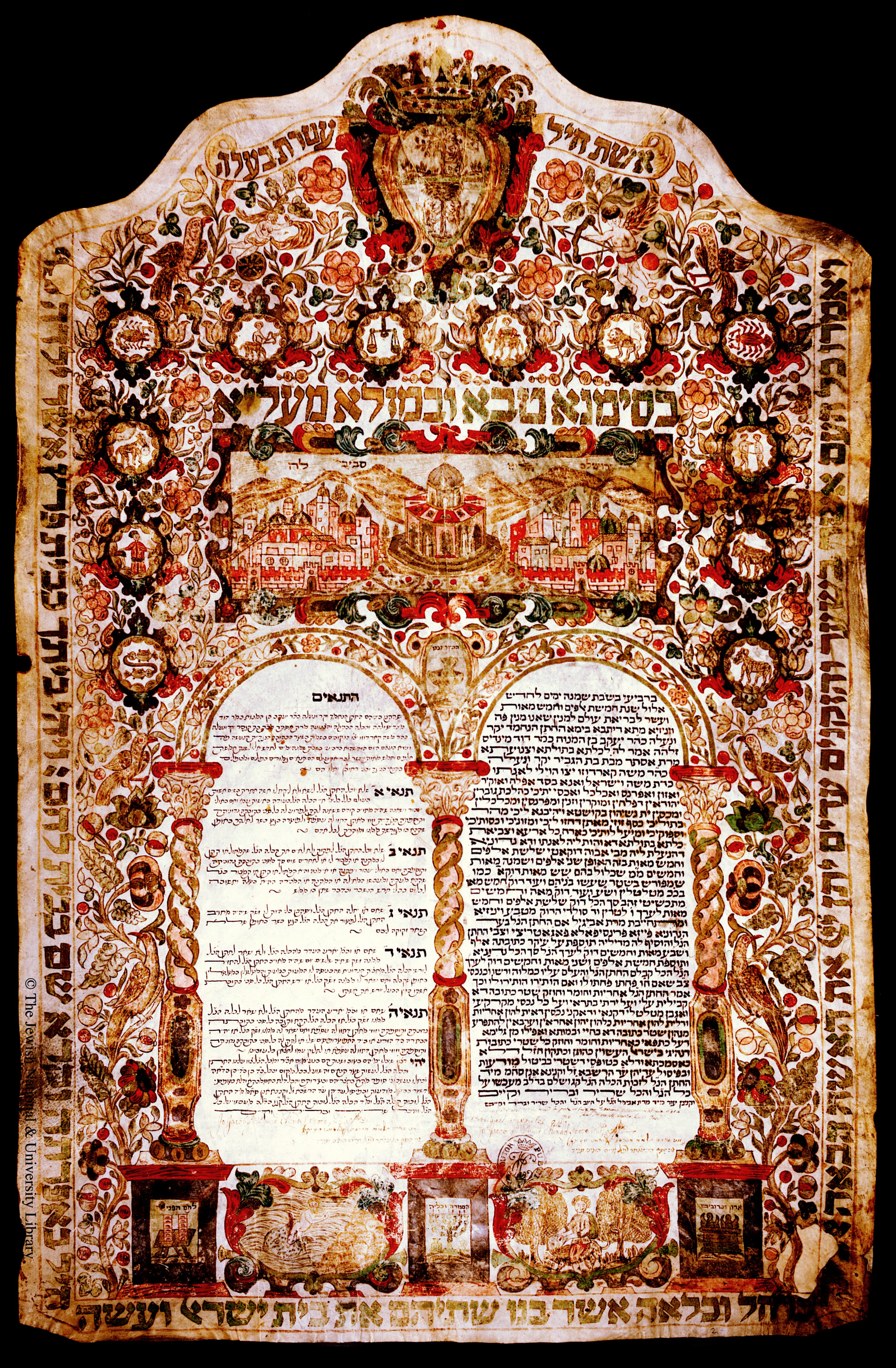
1750年以降に書かれたケトゥバー。立会証人のひとりにシムハー・ベン・アブラハム・カリマニの名が見られる。

- イブーム[注 28]の禁止。およびハリツァー（レビラト婚）の義務。
- 教典に関して根拠もなく意見を述べてはならない（この規範はしばしばラベヌー・タムによるものと誤解されている）。
- 婚姻時には健常であった妻が難聴者になったからといって離縁を言い渡してはならない。
- 結婚して1年以内に妻を亡くした場合は持参金を返納すること。
- 共同体は、夫に捨てられた女性や経済力のない夫を持った女性を扶養しなければならない。
- 夫は18ヵ月以上妻から離れてはならない。
- ケトゥバー（結婚契約書）を紛失した場合に備えその写しを用意すること。
- 夫は妻がくすねてきた窃盗品に満悦してはならない。
- キリスト教徒が用いる装飾品を購入してはならない。
- 1人で祈るのを禁じられているからといって自宅を礼拝所にしてはならない。
- 仲間を殴った賠償は、シナゴーグにて倍返しで殴られること。
- 無断でシナゴーグから聖具や神物を持ち出してはならない。
- 1年前までユダヤ教徒が住んでいた部屋を異教徒に貸してはならない。
- 何かを書くために教典の一部を引き千切ってはならない。
- 10人ちょうどで祈っている場合、もし1人が祈るのを止めても残りの9人は祈り続けなければならない。
- 巨額の損失を被ってもいないのなら異教徒の法廷で仲間を訴えてはならない。
- プリムの日に貧者を見かけたら道行く者は施さねばならない。
- 共同体の少数派の者は多数派の望みに従わねばならない。
- 被告人に対して彼が裁かれるべき法廷に強制的に立たせる権利。
- 借財の担保に教典を預けている場合は返納を長引かせてはならない。
- ユダヤ教に改宗したアヌシームに対して過去の罪を問うてはならない。

これらの改訂は第5の千年紀（ユダヤ暦による）が終わるユダヤ暦5000年（1239年 – 1240年）までに制定されるよう各地のユダヤ人共同体に働きかけられ、当初は拒絶していたミズラヒムとテマニームの共同体も後に受け入れるようになった。その間、ラベヌー・タムによってこれらの改訂はさらに厳格化され、新たな改訂が追加されたりもした。

### モレー・ハ・ネボヒーム

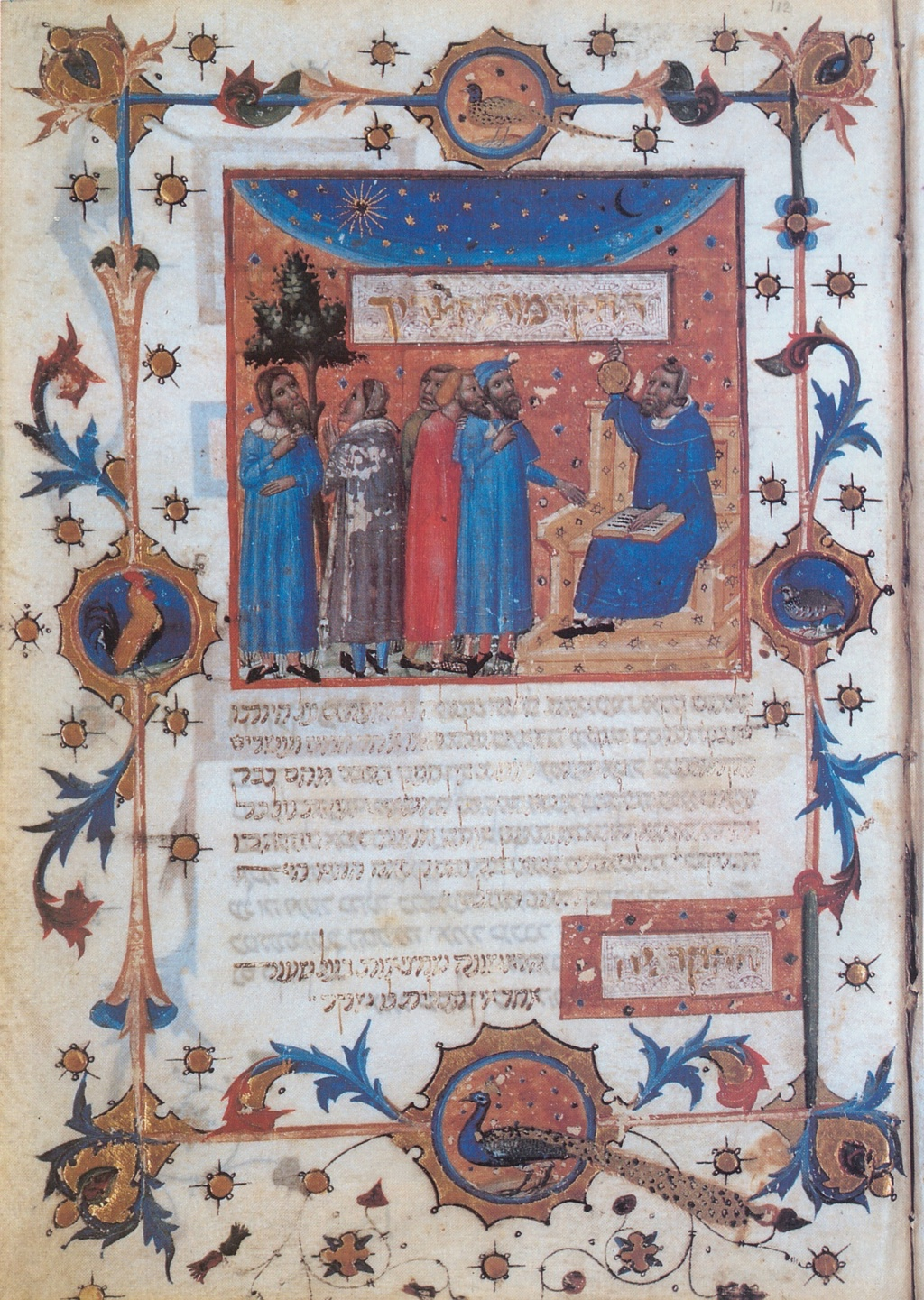
『モレー・ハ・ネボヒーム』の彩色写本（14世紀）。

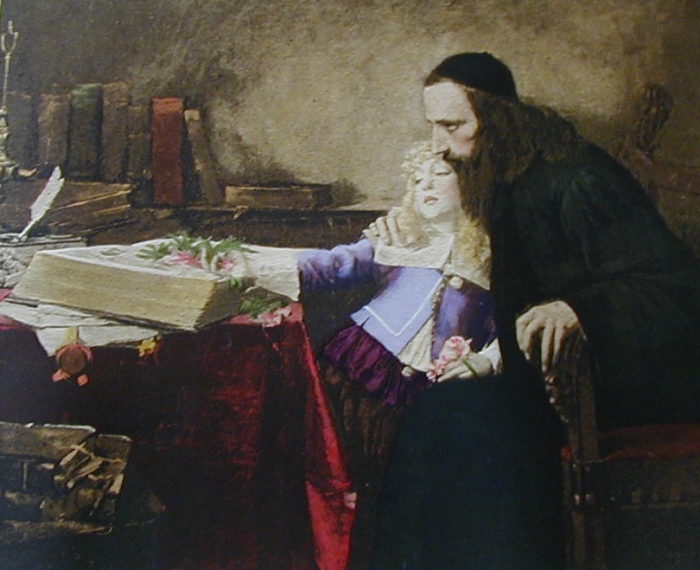
若きスピノザを教えるウリエル・ダ・コスタ。サムエル・ヒルツェンブルグによる絵画（1901年）。

ラムバムはその生涯において多くの著書を公表したのだが、それらは大きな賞賛で迎えられる反面、各方面でさまざまな物議をかもした。とくに容赦のない反論を浴びたのが『モレー・ハ・ネボヒーム』で、哲学的な問題を中心とした同書では伝統的なユダヤ思想をギリシア哲学の用語で解説しており、これを「奴隷化」として反論者により糾弾されたのである。同書にまつわるヘーレムがらみの論争が起きたのは1232年、南フランスのモンペリエで、これは同書が公表されてから40年も経った後のことである。論争の発端はシュロモー・ミン・ハ・ハル、およびその他2名の北フランスの賢者らが、同書におけるアレゴリーに満ちたトーラー（モーセ五書）への注釈、および難透難解な論考に対する不快感を公然と訴えたことにある。北フランスの賢者らはこの訴えだけに満足することなく、ついには同書にヘーレム（禁書）を科し、続いて『ミシュナー・セフェル・ハ・マダア』もヘーレムに処した。さらには南フランスとスペインのユダヤ人共同体に対してもヘーレムを科すべく請願した。一方のモンペリエの賢者とラムバムの支持者らは、これらの措置に対抗するかたちでシュロモー・ミン・ハ・ハルと彼の弟子らに対してヘーレムを宣告した。同書に対する敵意はキリスト教界隈からも起こり、翌1233年には複数のラムバムの著書と共に焚書に処されている。

### ウリエル・ダ・コスタ
ポルトガルのウリエル・ダ・コスタ（ウリエル・アコスタ）は、キリスト教徒の父とアヌシームの母との間にガブリエルの名で生まれ、キリスト教的な教育のもとで育てられた。ポルト大学で教会法を学び、ポルト大聖堂の会計士を務めていた。しかし、学問を励むにつれてユダヤ人である自らのルーツに目覚め、ついには家族と共にユダヤ教への改宗を決心する。おりしもスペインでは異端審問の渦中にあり、ダ・コスタはアムステルダムに逃亡せざるを得なくなる。彼はそこでガブリエルからウリエルに改名している。しかし、アムステルダムのユダヤ人社会で目の当たりにしたラビによるユダヤ教（正統派ユダヤ教）が、自らが思い描いていた理想的なそれとはかけ離れていることに愕然とする。そこで1616年、トーラーではなく口伝律法に依存した正統派ユダヤ教に対する10か条の抗議文をしたためた。アムステルダムのラビらはダ・コスタに対して文章の撤回を要求するが、彼が拒否したためにヘーレムを科すに至る。このヘーレムは母親にも科されたため、彼女が亡くなった当初はアムステルダムでの埋葬を拒否されたりもした。ダ・コスタはヘーレムが10年も継続された頃になると共同体への復帰を望み、公式な儀式のもと自らの過ちを告白することで賢者らの合意を取り付けている。

### バルーフ・スピノザ
バルーフ・スピノザ（バルーフ・デ・エスピノザ）は、ポルトガルのアヌシームでアムステルダムへ逃亡後にユダヤ教に改宗した両親の間に生まれた。彼は神の存在そのものを公式に否定した最初のユダヤ人であったとされている。幼少期より『エッツ・ハイーム』からユダヤ思想を学び、長じてアムステルダムの賢者の弟子となった。この頃にはすでにヘブライ語を習得しており、タナハを原文で読むことができた。また、アブラハム・イブン・エズラのタナハ注釈や中世ユダヤ哲学の思想から多くの影響を受けていた。成人に達するとギリシア哲学をはじめとした一般的な学問にも手を伸ばしたのだが、当時はラムバムやハスダイ・クレスカスの著書に基づいたユダヤ思想に立脚したうえでギリシア哲学を理解していた。しかし父親の死後、22歳になったスピノザはキリスト教徒のグループに加わるようになり、ハラハーの実践を止めて安息日の規定も公然と無視するようになった。さらにはユダヤ教という制度そのものに対する反意を表明するのもためらわなかったため、ラビによる法廷に召喚され、そこで更生を促すべく30日間のニドゥィが言い渡された。それでもスピノザは更生に応じなかったため、アムステルダムのユダヤ人社会総意のもと1656年にヘーレムの宣告を受けた。このときまだ24歳の若さであった。以下はその宣告文である（ヘブライ語の抄訳からの重訳）。

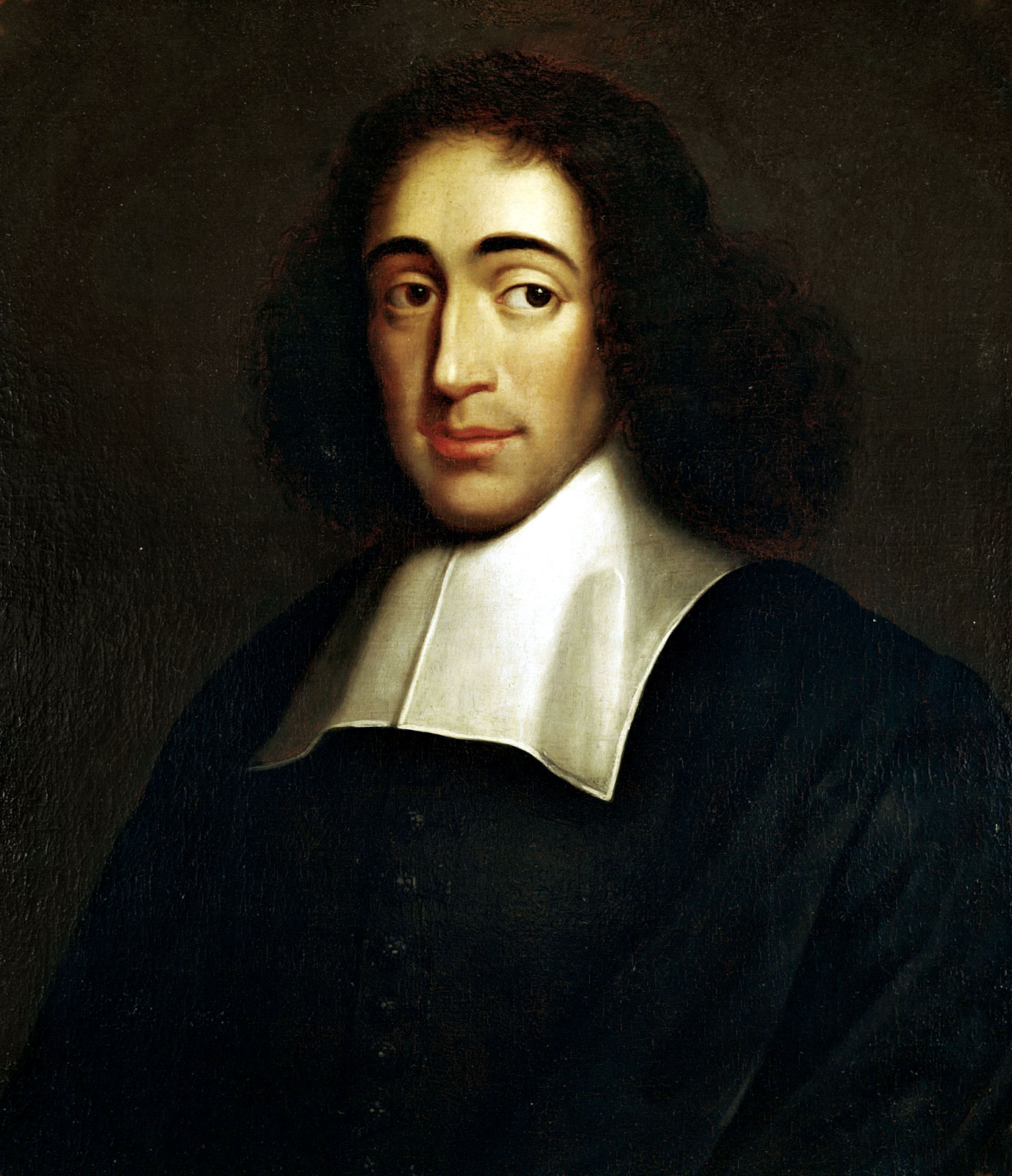
バルーフ・スピノザの肖像（1665年）。ヘルツォーク・アウグスト図書館所蔵。

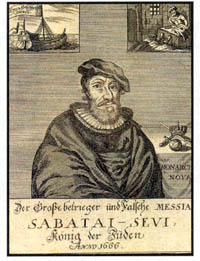
シャブタイ・ツヴィの肖像（1666年）。

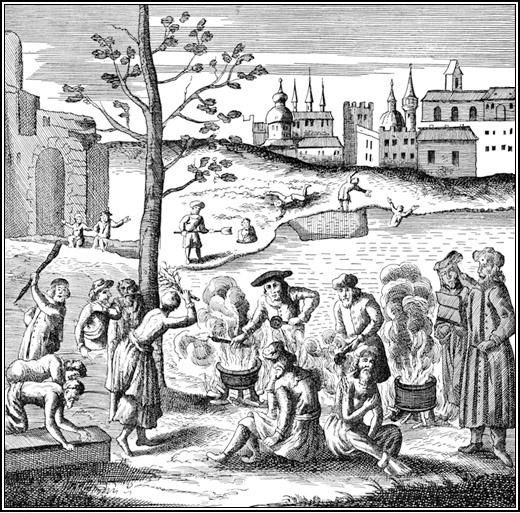
シャブタイ派の信奉者を描いた版画（ジューイッシュ・エンサイクロペディアより）。

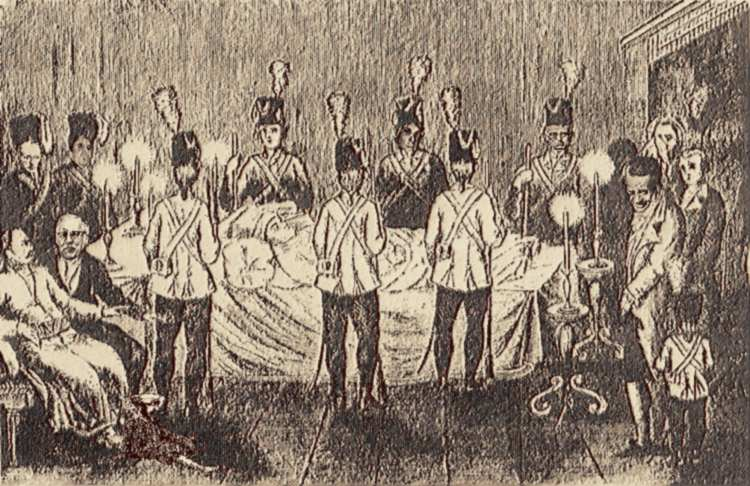
死の床にあるヤアコブ・フランクを描いたデッサン（1791年）。

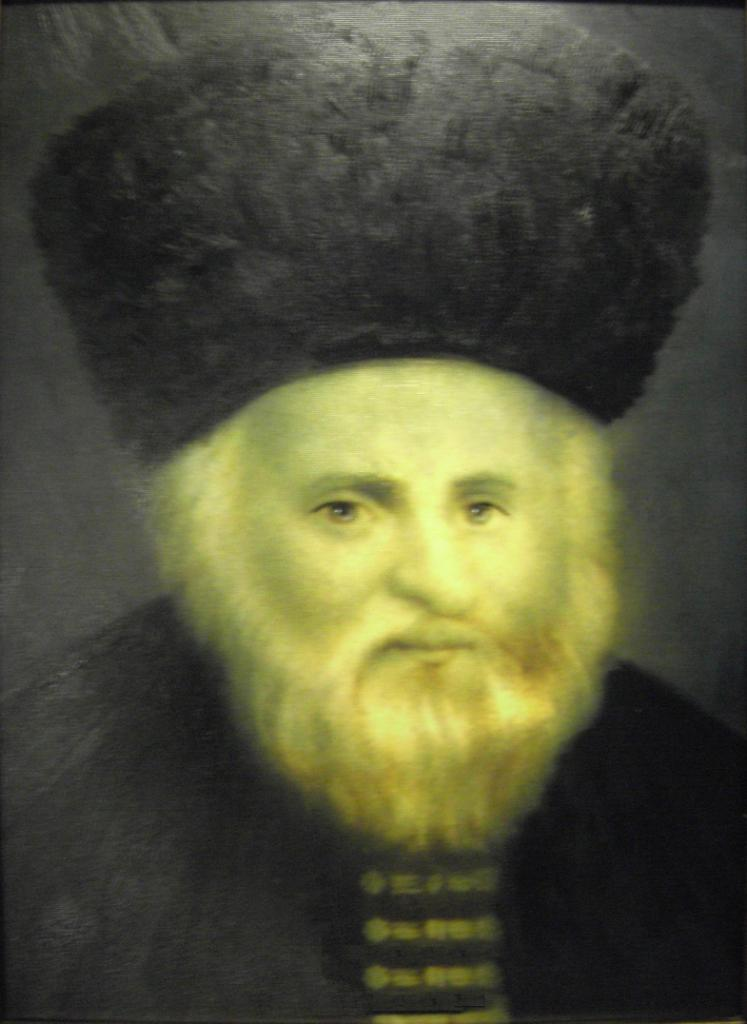
ヴィルナのガオン。孫娘のミリアン・サンタによって描かれたデッサンに基づいて制作された絵画（1915年）。

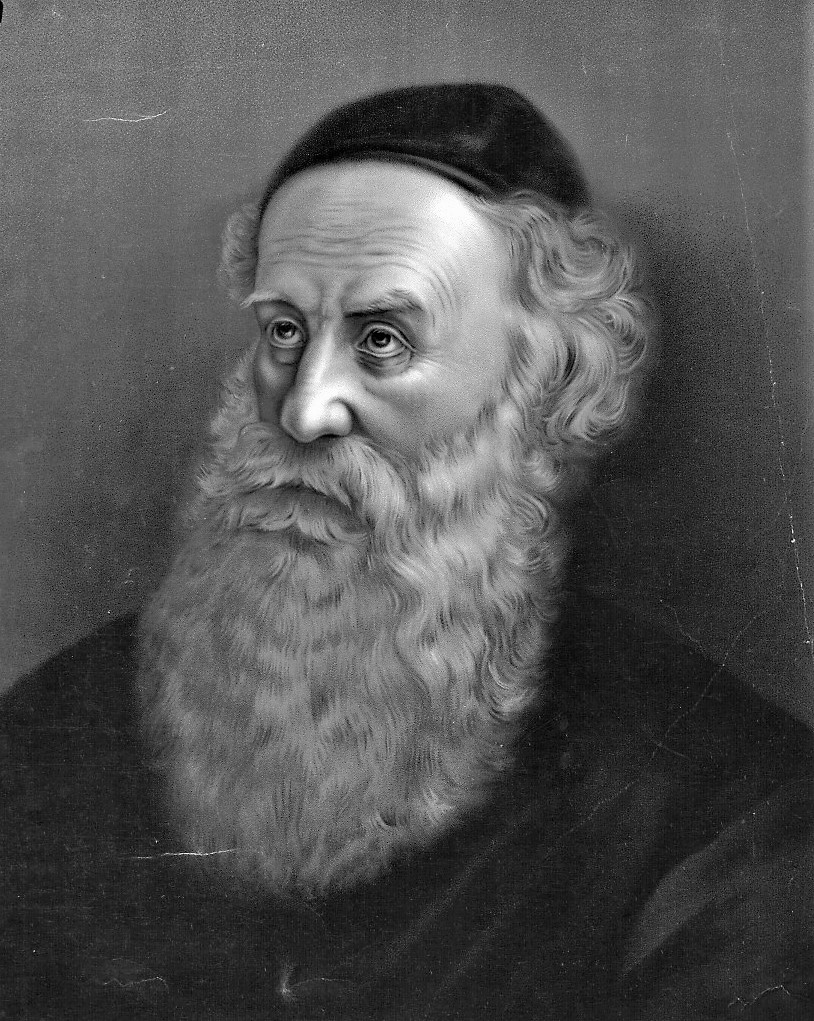
シュネウル・ザルマンの肖像。1798年か1800年の逮捕時に描かれたものと見られている。

### シャブタイ派
1658年にイタリアからエルサレムに渡ったイスラエル・ヤアコブ・ハギズは、リヴォルノ出身の富豪の援助のもと同地にイェシバーを設立し、外国語、数学、工学などの学問一般を教えた。生徒の中には後にシャブタイ派の預言者となるアブラハム・ナタン（ガザのナタン）もいた。1665年の夏、エジプトに特使として派遣されていたシャブタイ・ツヴィがエルサレムへ帰還した。このときツヴィが救世主を自称したため、ハギズを筆頭にエルサレムの賢者らは論陣を張って対処に乗り出した。こうして最終的にはツヴィをヘーレムに処してエルサレムから追放するのに成功すると、彼の出身地であるスミルナ（イズミル）にも使者を派遣して同地のラビらにヘーレムを宣告した。ハギズとシャブタイ派との戦いは、翌1666年にツヴィのイスラム教への改宗という予想外の展開を迎えるが、その残党に対しても容赦はなかった。
それから十数年後のこと、オスマン帝国時代のコンスタンティノープルのポセクで著述家でもあったイェフダー・ロザネスは、当時すでに衰退期にありながらも依然として強い影響力を誇っていたシャブタイ派と、ツヴィの復活を信じていると思しき者に対して厳然たる姿勢で臨み、ナタンに対してはヘーレムを宣告した。また、ヨーロッパでシャブタイ派を広めたカバリストのネヘミヤ・ハヤ・ハユンやハイム・マルアフにもヘーレムを科している。

### フランク主義
ヤアコブ・フランクはポジーリャ（当時はポーランド・リトアニア共和国領）でシャブタイ派の信奉者の家庭に生まれた。12歳で商家へ奉公に出ると東欧からアナトリア半島を巡り、1752年から1755年にかけてはかつてシャブタイ派の聖地であり当時も残党の多かったスミルナ、および同派から派生したドンメ派の中心地であったテッサロニキに滞在している。この間に、自らが救世主であるシャブタイ・ツヴィの生まれ変わりであると主張するようになった。1755年にポーランドに戻るとメシアニズム思想（フランク主義）を信奉する大規模な組織を設立し、多くのユダヤ人を取り込んだ。しかし、1756年のシュバットの月の26日にガリツィアのランツクロンで退廃的な集会を催したことにより同地を追われ、オスマン帝国へ逃亡した。信奉者らはラビによる裁判にかけられ、性的乱交、月経中の女性との性交、安息日の軽視などを告白したが、改心の意思がないためにヘーレムが科された。翌1757年にはヤアコブ・フランクも信奉者らとブロディに戻ったところで同地のラビにヘーレムを宣告されてカームヤネツィ＝ポジーリシクィイへ逃亡した。ここでは反ユダヤ主義者で知られていた主教のニコラウス・デンボウスキーの庇護を受けると、同年のタムーズの月の2日から8日間にわたって開催された正統派ユダヤ教徒とフランク主義者の討論会において、フランク主義はキリスト教に通底していると認められた。この結果、ポリージャではタルムードが焚書に処されている。いくつかの資料では、この前にヤアコブ・フランクは数人の信奉者らとオスマン帝国に脱出し、ここでイスラム教に改宗したとされている。さらに2年後の1759年には再びポーランドに戻って今度はキリスト教に改宗し、キリスト教徒としてその生涯を終えた。

### ハシディズム
アハロニームの時代（アシュケナジムでは14世紀以降、セファルディムでは16世紀以降）を代表する賢者であるハグラー（ヴィルナのガオン）はハシディズム運動の黎明期の頃から、その歪んだ見識と異教的な言説に社会混乱の萌芽を見出していた。1772年にはすでにハシディズムに対するヘーレムの合意署名をヴィルナの共同体から取り付けており、1781年には2度目のヘーレムを宣告している。このヘーレムにさいしては、ハバッドの創設者のひとりであるリアディのシュネウル・ザルマンとの面談を拒否し、同じく創設者のひとりであるバアル・シェム・トーブの弟子によって書かれた『צוואת הריב"ש』（バアル・シェム・トーブの遺言）の焚書を命じている。

### ハスカラー
ハスカラーのひとりでユダヤ学の確立にも携わったリヴィウのシュロモー・イェフダー・ラポポルトは、『נר מצווה』（律法の灯）という小論文においてハシディズムに対する敵対心を表明する一方、頑迷なまでに教義の世界に埋没する敵対者側の姿勢についても批判的な文章を残した。この見識は、イェフダー・リブ・ミゼスやイツハク・エルテルといったリヴィウのハスカラーの仲間からも共感を得た。ところが、この見識によってラポポルトは保守的な陣営に目を付けられてしまい、彼らの格好の攻撃対象となってしまう。そして、その敵意が最高潮に達した1816年にヘーレムを宣告された。ヤアコブ・メシュラム・オレンシュテインによる差し金であったとみられている。ラポポルトは直ちにガリツィアの権力者に対して、両陣営にとって無用な憎しみを増やすだけであるとしてヘーレムの無効を訴えた。この出来事によりガリツィアのハスカラーの結束力がより高まることになる。

### シオニズム
チェコスロバキアの教育家、政治家でシオニストでもあったハイム・クーゲルは27歳のときにムカチェヴォ（現ウクライナ）のヘブライ・ギムナジウムの校長に任命された。しかしこの学校はユダヤ教の超正統派からは快く思われておらず、「トーラーへの献身のために相応しくあるべくイスラエルの子弟らを破滅に導いている」として非難されていた。憂慮すべき例として、ユダヤ教徒の正装、とくにキッパの着用を義務付けていなかったことが上げられる。しかしクーゲルは、信教の自由を旗印にキッパの着用を拒み、その後も演説などにおいて度々キッパの着用を拒否する発言を繰り返した。キッパに関する論争は、ムカチェヴォの超正統派とシオニストの争いにまで持ち込まれ、ついには1912年8月17日、超正統派がギムナジウムに対してヘーレムの処分を科すという事態に至る。その日、ムカチェヴォの超正統派のメンバーはシナゴーグに集まると、角笛を吹いてロウソクの火を消した。そしてハイム・エルアザル・スピナーによってギムナジウムだけでなく、シオニズムに加担する生徒の父兄らにもヘーレムが宣告された。

## 現代におけるヘーレム
冒頭でも述べたように、現代ヘブライ語におけるヘーレムの意味は宗教的なものに限定されず、社会の多様化に伴って政治用語や経済用語といった世俗世界に適応したものに置き換えられている。また、学校内における「いじめ」（仲間はずれ；無視）としてイスラエル国内でも社会問題化している。しかし現在でもラビによる最高法廷（ベート・ディン・ラバニー）や各派における宗教裁判において宗教的、および思想的な理由から個人や団体に対してヘーレムが科されることがある。

### ナトレー・カルター

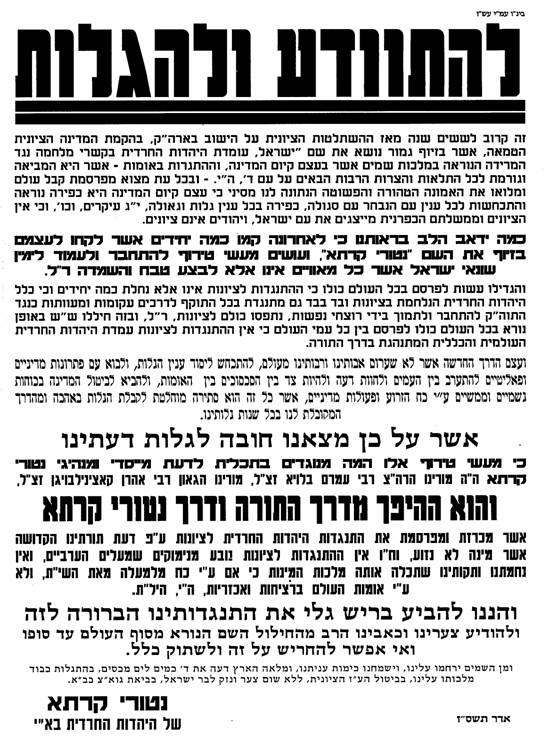
イランでのホロコースト否定集会に参加したメンバーの除名を伝えるナトレー・カルターによるパシュケヴィル（2006年）。

ナトレー・カルターの創設者であるエルサレム出身のアムラム・ブラウは、シオニズムやイスラエル国家を一切容認しない頑強な論者として知られ、権力者に対する妥協のない姿勢から数々の逮捕、監禁歴を誇っていた。しかし、1963年にカトリックからユダヤ教への改宗者である45歳のフランス人女性、ルーツ・ベン・ダヴィッド（マデリン・フェロー）との結婚の意思を表明したことから、ナトレー・カルターと超正統派の共同体においてセンセーショナルな議論が沸き起こる。彼の名誉に相応しくないとの理由から息子や弟子らからも反対された。超正統派のラビらは指導者たる者が改宗者の女性と結婚することを許さず、アムラム・ブラウに対してヘーレムを科した。こうしてエルサレムに留まれなくなった彼はテル・アビブ近郊の居住地ブネー・ブラクに移住し、そこでルーツと結婚した。
2005年12月、ハシディズムの宮廷のひとつであるハシドゥート・サトゥマールの宗教裁判所（ベート・ディン・ツェデク）において、ナトレー・カルターの7名のメンバーに対して、イランのテヘランで行われた反シオニズム勢力によるホロコースト否定の集会に参加し、あまつさえ同国大統領マフムード・アフマディーネジャードと抱擁し、接吻までも交わしたとして、アドモール（ハシディズムの指導者）のザルマン・テイテルバウムによってヘーレムの宣告が下された。声明では、「参加者らは反シオニズムによってもたらされた惨劇や殉教者の数を過小評価、あるいは全否定し、神に対する永遠の冒涜を行ったからである」とその理由を説明している。この件についてはナトレー・カルターの側でも遺憾の意を表明し、関係するメンバーを除名処分にした旨を2006年に貼り出したパシュケヴィルを通じて公表している。

### オバドヤ・ヨセフ

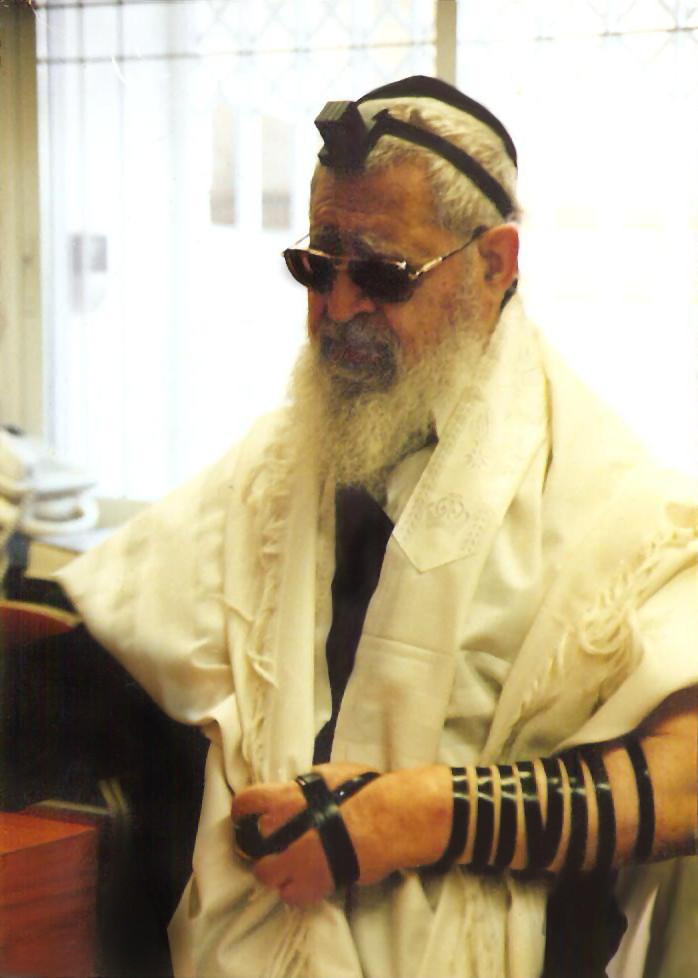
テフィラット・シャハリート（夜明けの祈り）を執行するオバドヤ・ヨセフ（2007年撮影）。

一方では過去のヘーレムについての和解がなされた例もある。2007年9月、シャスの霊的指導者であるオバドヤ・ヨセフは、ハシドゥート・ブラーツラウのメンバーらがローシュ・ハ・シャナーの度に同宮廷の本部があるウーマニへ巡礼に赴くことを痛烈に批判した。しかし同宮廷の創設者で初代アドモールであるブラーツラウのナフマンについては、「ラビ・ナフマンを批判するなど滅相もないことだ。師は賢者であり、無垢な義人であった。師は『シュルハン・アルーフ』に則ったハラハーの運用を開始した偉大なるアドモールのひとりである」と最大限の賛辞をもって言及している。ラビ・ナフマンにまつわるハグラー（ヴィルナのガオン）と同宮廷との間の歴史的な論争においては、「定められた時間を無視して祈りを行うなどハラハーに背く行為を行っている」というハグラーの主張により同宮廷のメンバーらにはヘーレムが宣告された経緯がある。しかし、これについてもオバドヤ・ヨセフは、「師は宮廷のメンバーに対して、「『シュルハン・アルーフ』からは右へも左へも逸れてはならず、朗誦の時間も祈りの時間もそれぞれハラハーの実践には不可欠なものである。すなわち、朗誦（ケリアット・シャマー）の時間は日暮れから3時間、祈りの時間は4時間」と命じられており、メンバーもそれに聞き従うようになり、ゆっくりではあるが改心していった」と述べている。
なお、オバドヤ・ヨセフは1951年から1952年と1957年から1958年の間にペタハ・ティクヴァーの地方裁判所で判事を務めているのだが、2度目の任期において、義理の兄弟がいる場合のイブームを禁じた首席ラビ組織による1950年の法改訂「ヘーレム・エルサレム」に反して、ハリツァーの代わりにイブームを解禁する判例を出している。これは首席ラビ組織の権威を認めない彼の出身母体であるセファルディムの共同体の意思を代表したものであった。

### アグナー
2008年9月、ラビの最高法廷は声明において、およそ10年にもわたって妻への離縁状の提出を拒み、さらには5年間も妻をアグナーにしたことを理由に、超正統派のイェシバ―の生徒であるエルサレムの男性に対してヘーレムの宣告を下したと発表した。この男性は出国停止命令が出されていたにもかかわらず、およそ1年半前に国外脱出に成功してアメリカに滞在中であると見られていた。判事らによれば、今後はどのような場合であれ彼に関与したり、彼をミンヤンに加えたり、彼に教育を施したりしてはならず、彼が料金を払おうが払うまいが決して宿を与えてはならない、との命令が下されたという。それから2年後の2010年10月になってようやくこの男性から妻のもとに離縁状が届けられた。

## 祭司のヘーレム（ハラミーム）
奉納物としてのヘーレムはハザルの時代になると、神に捧げるべき奉納物たる「ヘルメー・ガボハ」（至高のヘーレム）と祭司に捧げられる奉納物たる「ヘルメー・コハニーム」（祭司のヘーレム）という2種類に分類されるようになった。ハラハーにおける祭司のヘーレムとは、トーラーにおいて命じられたとされる祭司への24種類の奉納物のひとつであるハラミーム（ヘーレムの複数形）のことで、その内容は動産、あるいは不動産となる。ハザルは24種類の奉納物について、エルサレム神殿の境内において受け取れる10種類、エルサレムにて受け取れる4種類、エルサレム以外の地でも受け取れる10種類という3段階に分類しており、ハラミームはエルサレム以外の地でも受け取れる奉納物のひとつとされている。一方、ラムバムはハザルとは違い、エルサレム神殿の境内でのみ食べられる8種類、エルサレムの城壁内でのみ食べられる5種類、イスラエルの地でのみ受け取れる5種類、イスラエル以外の地でも受け取れる5種類、エルサレム神殿から提供される1種類というように5段階に分類しており、ヘーレムはイスラエル以外の地でも受け取れる奉納物のひとつとされている。以下、その序列に従って列挙する（各献げ物の名称は『聖書 新共同訳』による訳出に倣う）。
- エルサレム神殿の境内でのみ食べられる奉納物

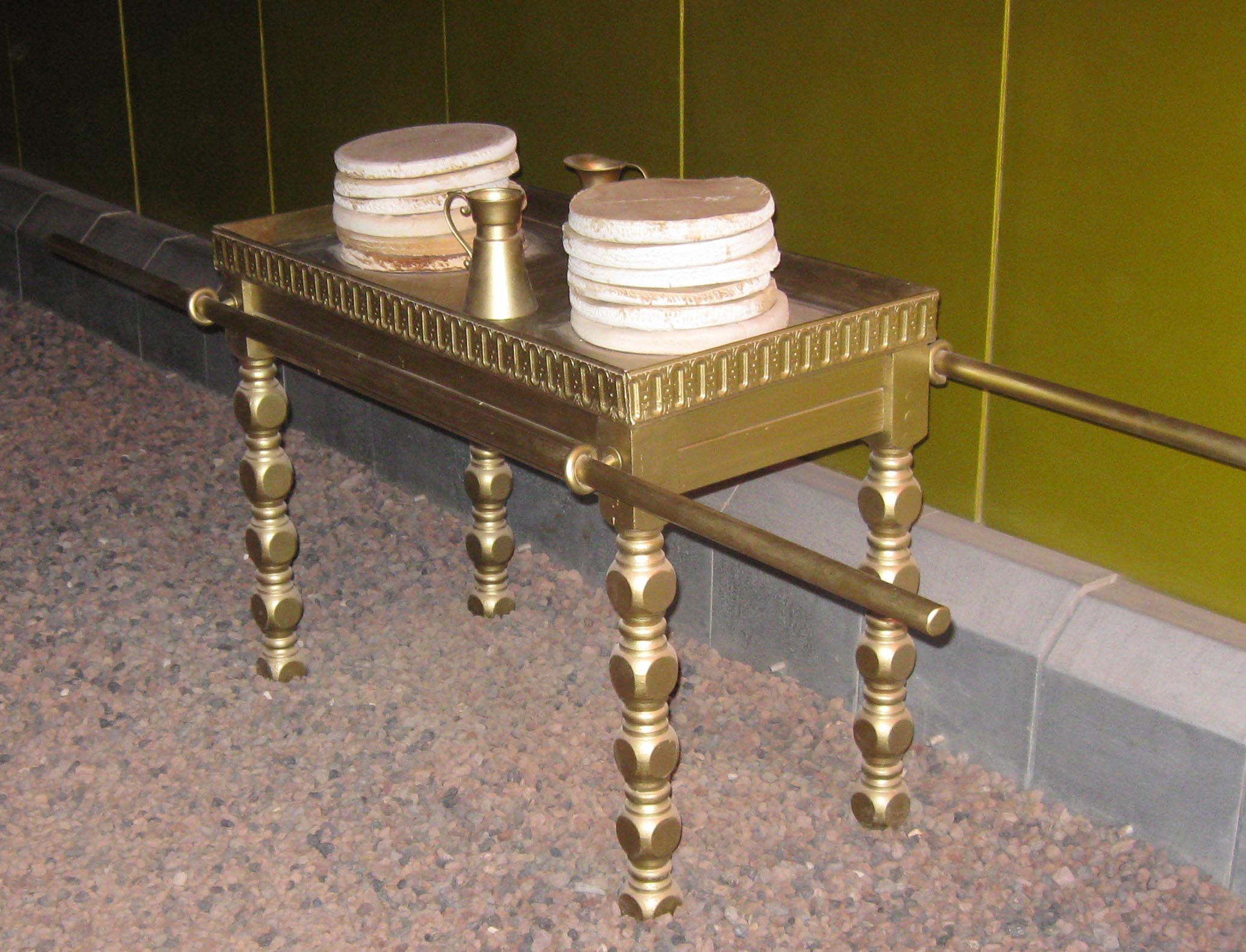
レヘム・ハ・パニームと奉納台を復元したもの。

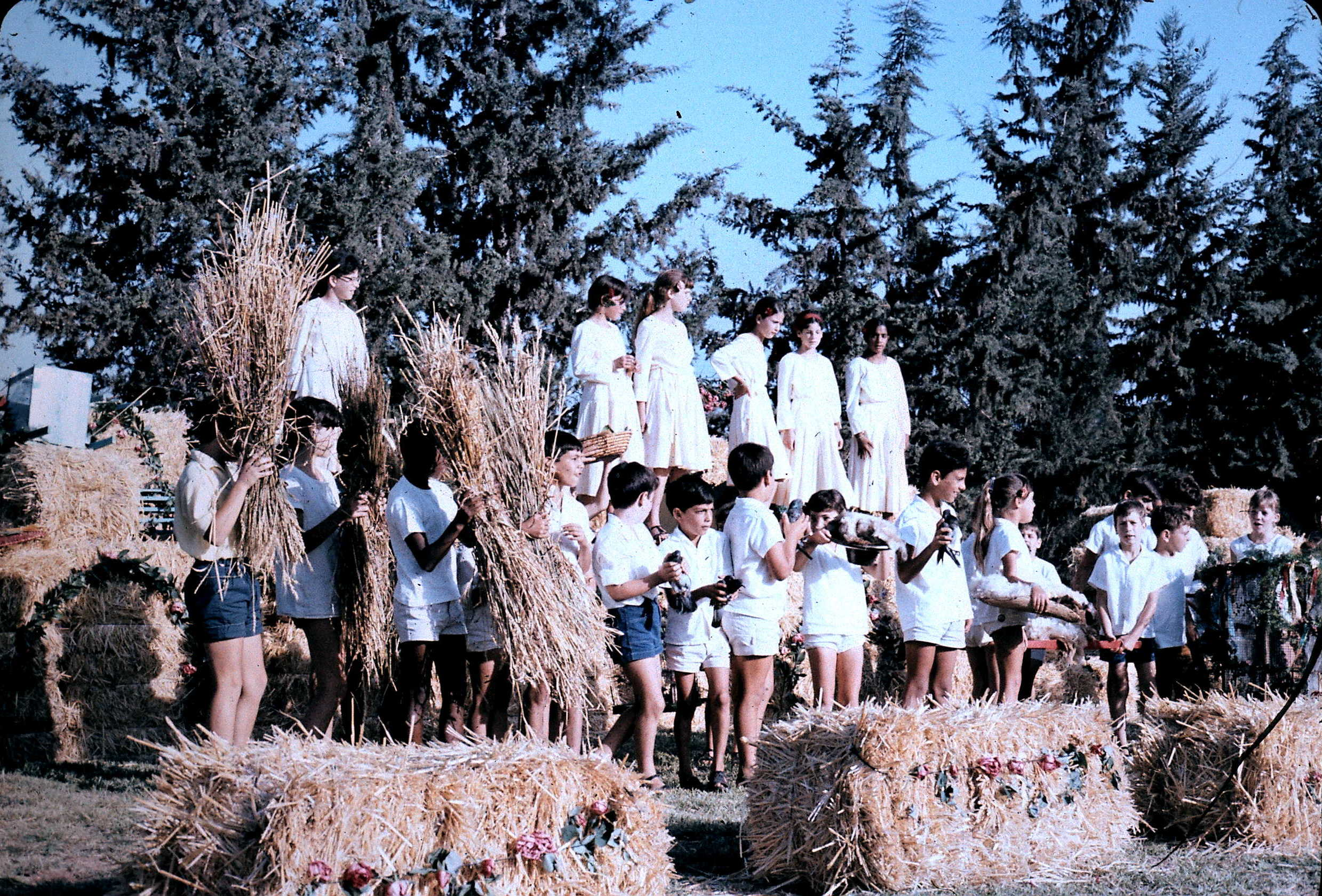
ユダヤ暦5712年のシャブオットの日（1952年の初夏）に行われた初物を奉納する儀式。

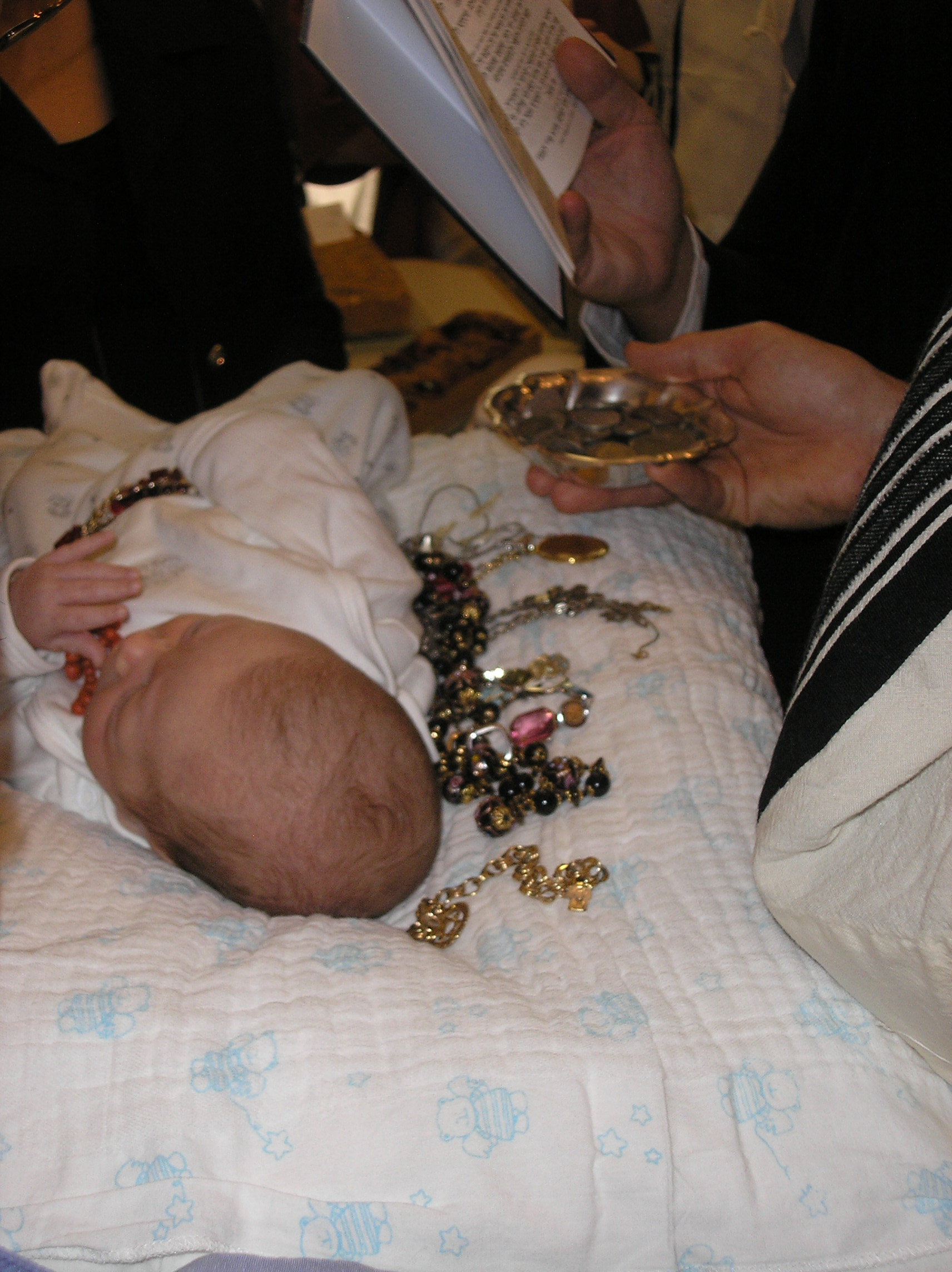
ピドゥヨン・ハ・ベンの儀式。婦人たちが赤子を宝飾品で囲っている。

1. バサル・ハ・ハタート：贖罪の献げ物。家畜、あるいは鳥類。（『レビ記』 6:18-23）
2. バサル・ハ・エシェム：賠償の献げ物。家畜、あるいは鳥類。（『レビ記』 7:1-6）
3. ジブヘー・シャルメー・ツィボール：和解の献げ物。1歳の雄の仔羊が2頭。（『レビ記』 23:19-20）
4. モタル・ハ・オメル：神聖な献げ物のうち燃やさないもの。（『民数記』 18:9）
5. シレー・メナホット・イスラエル：穀物の献げ物の残り。（『レビ記』 2:1-3）
6. シュテー・ハ・レヘム：初物のパンが2つ。（『レビ記』 23:17;20）
7. レヘム・ハ・パニーム：12個のパン。（『レビ記』 24:5-9）
8. ログ・シェメン・シェル・メツォラー：1ログのオリーブ油。（『レビ記』 14:10-13）

- エルサレムの城壁内でのみ食べられる奉納物

1. ハゼー・ヴェ・ショック・シェル・シュラミーム：生贄の胸の肉と右後ろ肢。（『レビ記』 7:34）
2. ムラム・ミン・ハ・トダー：感謝の献げ物。薄焼きのパンや輪型のパンなど。（『レビ記』 7:12-14）
3. ムラム・メ・エール・ナジール：ナジル人の誓願の献げ物。奉納物の胸の肉と後ろ肢。（『民数記』 6:19-20）
4. ベホール・ベヘマー・タホラー：神殿に捧げられる家畜の初子のすべて。（『民数記』 18:17-18）
5. ビクリーム：神殿に捧げられる初物のすべて。（『民数記』 18:13）

- イスラエルの地でのみ受け取れる奉納物

1. テムラー：穀物、ぶどう酒、オリーブ油の初物。（『申命記』 18:4）
2. テムラット・マアセル：レビ人以外に与えられた嗣業の地の10分の1から神のための10分の1を引いた土地。（『民数記』 18:26-28）
3. ハラー：輪型のパン。（『民数記』 15:19-20）
4. レシート・ハ・ガズ：羊の毛の初物。（『申命記』 18:4）
5. スデー・アフザー：ヨベルの年に買い戻されていない土地。（『レビ記』 27:21）

- イスラエル以外の地でも受け取れる奉納物

1. ゼロア・レ・ハイーム・ヴェ・キバー：生贄の肩と両頬と胃の部分。（『申命記』 18:3）
2. ピドゥヨン・ハ・ベン：人も含めた生き物の初子すべて。（『民数記』 18:15）
3. ペテル・ハモール：ロバの初子。（『出エジプト記』 13:13）
4. ゲゼル・ハ・ゲール：受け取り手のない賠償。（『民数記』 5:6-10）
5. ハラミーム：イスラエルにて奉納された物すべて。ただしイスラエル以外の地でも受け取れる。（『民数記』 18:14）

- エルサレム神殿から提供される奉納物

1. オロット・ハ・オロット：焼き尽くす献げ物の皮。（『レビ記』 7:8）